# Власов, Андрей Андреевич
Андре́й Андре́евич Вла́сов (1 [14] сентября 1901, Ломакино, Нижегородская губерния — 1 августа 1946[…], Москва) — советский военный и политический деятель, генерал-лейтенант РККА (1941—1942), один из наиболее известных русских коллаборационистов во Второй мировой войне, впоследствии политический лидер русского антисоветского коллаборационистского движения и руководитель Комитета освобождения народов России (КОНР) как его высшей политической организации. В январе 1945 года возглавил Русскую освободительную армию, бывшую к тому моменту основной военной силой русского коллаборационизма.
Власов был призван в Красную армию во время Гражданской войны в России в 1920 году; в 1938—1939 годах был военным советником в Китае во время войны с Японией. В 1942 году, после участия в битве за Москву в ходе Великой Отечественной войны, Власову было присвоено звание генерал-лейтенанта. В ходе Любанской наступательной операции Волховского фронта при прорыве блокады Ленинграда, 20 апреля 1942 года был назначен командующим попавшей в окружение 2-й ударной армией, после её разгрома летом того же года был захвачен в плен. Власов изменил присяге и согласился сотрудничать с немецким командованием и возглавить Русскую освободительную армию (РОА) как самостоятельное военное формирование на стороне Третьего Рейха, которое бы добивалось свержения сталинизма. Однако ни формально, ни фактически, такое формирование не было создано ввиду позиции нацистского руководства, и названием «РОА» обозначали некоторые русские соединения вермахта; Власову была запрещена политическая деятельность, и он играл роль персонажа нацистской пропаганды, изображавшей его главой реально не существовавших РОА и Русского комитета в рамках «Aktion Wlassow». К ноябрю 1944 года и учреждению КОНР власовцы оформились как политическое движение, с одной стороны, декларировавшее лозунги свержения сталинизма и создания государства, основанного на самоопределении наций и основных демократических правах и свободах и идеалах революции 1917 года и социальной справедливости, что зафиксировали в своём манифесте, с другой, пытавшееся отстаивать права «остарбайтеров»; РОА была оформлена как ВС КОНР, фактически оставаясь в подчинении вермахту. В 1945 году Власову был предоставлен титул главнокомандующего ВС КОНР, РОА был дан статус армии союзного Третьему Рейху государства, в связи с чем РОА объявила о нейтралитете по отношению к США и Великобритании; с 1943 года Власов надеялся связаться с западными союзниками и перейти под их покровительство, предвидев конфликт между Западом и СССР. Власов скрыто поддерживал своего подчинённого Сергея Буняченко в готовности идти на конфликт с нацистами, высшей точкой чего стало участие 1-й дивизии РОА в антифашистском Пражском восстании, что Власов первоначально не поддержал.
В 1945 году во время Пражской операции Власов был пленён советскими войсками, в июле 1946 года осуждён по обвинению в государственной измене, лишён воинского звания генерал-лейтенанта и государственных наград СССР, по приговору Военной коллегии Верховного суда СССР был казнён через повешение 1 августа 1946 года.
Хотя Власов и его движение не оказали значительного влияния на ход войны, его фигура приобрела «ожесточённые споры и полярные мнения» о мотивах Власова и том, в какой степени его движение было «предательством» и насколько власовский коллаборационизм соответствует типичной «квислинговской модели». Среди мнений и мифах о Власове были трактовка его как провалившейся попытки борьбы со сталинизмом; в СССР, что было связано со значением ВОВ как одного из «столпов государственной легитимности и национальной культуры в СССР», был нарратив о Власове как о главном предателе, который позже был охарактеризован как преувеличение ввиду немногочисленности реальных действий Власова и его формирований, в то время как в военной пропаганде и позже историографии «власовцами» стали называть вообще всех советских граждан, так или иначе служивших в вермахте и СС, а российский триколор до конца 1980-х годов называли «власовским»; также были противоречивые нарративы о Власове как о «символе страдания» «русского народа» или даже как о «неотъемлемой части белого движения», несмотря на вызванный противоположными трактовками революции идейный конфликт Власова и белых; в современной РФ, как считает американский историк Б. Тромли, «идея возрождения положительной памяти о генерале Власове по существу рассматривается российской властью сегодня как инструмент информационной войны против российского государства».

## Биография

### Ранние годы
Есть мнение, что бо́льшая часть сведений о жизни Власова до немецкого плена была получена от его друзей и единомышленников, которые познакомились с ним уже после начала Великой Отечественной войны или во время пребывания в немецком плену, когда Власов стал идейным руководителем Русского освободительного движения. Возможно, что оставленные ими воспоминания основываются на рассказах из уст самого Власова:34.
Родился Андрей Власов 1 (14) сентября 1901 года (по автобиографическим анкетным данным 19 августа (1 сентября); также сотрудниками Центрального архива Нижегородской области была обнаружина метрика: «Запись № 71. Месяц: август. Родился 19-го, крещён 20-го. Младенец мужского пола; наречено имя Андрей. Родители: деревни Ломакино состоящий в запасе Андрей Владимиров Власов и законная жена его Вера Иванова, оба православные. Восприемники: села Исупово крестьянин Фёдор Михайлов Медведев и деревни Ломакино крестьянская девица Евдокия Андреева Власова. Таинство крещения совершили настоятель священник Николай Полетаев с псаломщиком Иваном Фаворским») в селе Ломакино Гагинской волости Сергачского уезда Нижегородской губернии (ныне Гагинского района Нижегородской области), по национальности русский. Он был тринадцатым ребёнком в семье, младшим сыном. Семья жила в бедности, что мешало отцу выполнить его желание — дать всем своим детям образование. За обучение Андрея пришлось платить старшему брату — Ивану, который послал брата получить духовное образование в Нижегородскую семинарию. Обучение в семинарии прервала революция 1917 года. В 1918 году Андрей пошёл учиться на агронома, но в 1920 году был призван в Красную армию.

### В Красной армии до начала ВОВ

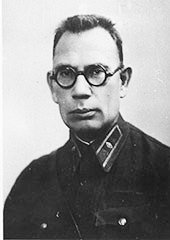
Комбриг Власов во время службы в РККА

Власов был призван в РККА 5 мая 1920 года в 27-й Приволжский полк в Нижнем Новгороде. 1 июня стал курсантом 24-х Нижегородских пехотных курсов. В октябре в должности командира взвода направлен в 14-й Смоленский полк 2-й Донской советской стрелковой дивизии. С декабря — в штабе тылового района дивизии на аналогичной должности. В мае 1921 года Власов был переведен на аналогичную должность в 27-й запасной стрелковый полк. С ноября — временно исполняющий должность командира роты, с января 1922-го — помощник командира роты. В ходе войны Власов принимал участие в боевых действиях на Южном фронте против белогвардейской армии Врангеля и отрядов анархистского повстанческого движения Нестора Махно.
С 1922 года Власов занимал командные и штабные должности, а также занимался преподаванием. В 1929 году окончил Высшие армейские командные курсы «Выстрел». В 1930 году вступил в ВКП(б). В 1935 году стал слушателем Военной академии имени М. В. Фрунзе. С августа 1937 года — командир 133-го стрелкового полка 72-й стрелковой дивизии, а с апреля 1938 года — помощник командира этой дивизии.
Осенью 1938 года направлен в Китай для работы в составе группы военных советников, что свидетельствует о полном доверии к Власову со стороны политического руководства. С мая по ноябрь 1939 года исполнял обязанности главного военного советника. На прощание, как утверждается, перед отъездом из Китая, был награждён Чан Кайши «орденом Золотого Дракона», жена Чан Кайши Сун Мэйлин подарила Власову часы. И орден, и часы были отобраны властями у Власова по возвращении в СССР:37. Генерал Н. С. Соркин в своих мемуарах писал, что Власов был отозван из Китая в связи с недостойным поведением. Подобные утверждения не соответствуют аттестации, данной полковнику Власову в декабре 1939 года по итогу службы в Китае, подписанной комбригом Ильиным:

Тов[арищ] Власов хорошо грамотный командир. Как общее образование, так и военная подготовка хорошая. За время командировки выполнял ряд ответственных заданий. Проявил себя знающим дело и пользовался хорошим авторитетом. На нервной почве подчас проскальзывала грубость. Находясь в совершенно трудных условиях, показал себя, как достойный большевик нашей Родины. Обладает достаточной силой воли и твёрдости. Настойчив, общителен. в общественной жизни активен. Пpедaн делу Ленина — Сталина. Имеет хорошую марксистско-ленинскую подготовку. Может хранить военную тайну. Практически здоров и вынослив в походной жизни. Имеет стремление от неродной службы уйти в строй.
Вывод: Тов[арищ] Власов, находясь в командировке, с работой справился хорошо. Достоин назначения на должность начальника штаба армии и присвоения внеочередного звания комбриг.

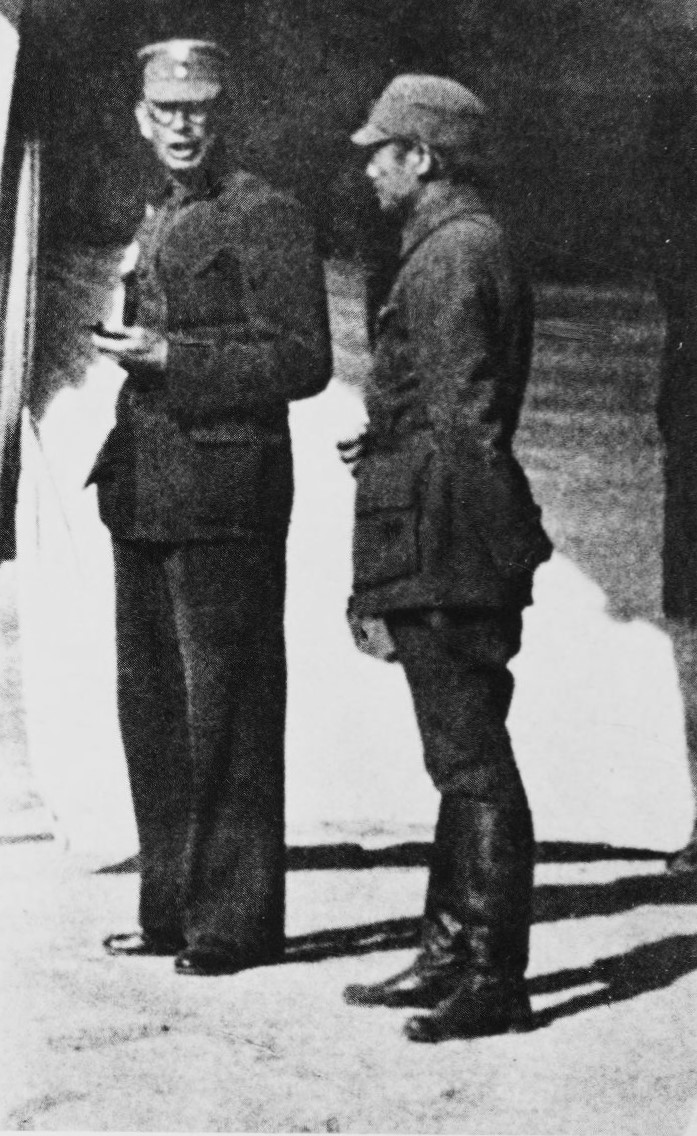
Власов во время службы в Китае

В январе 1940 года полковник Власов (с февраля 1940 комбриг) назначен командиром 99-й стрелковой дивизии. До этого дивизией командовал Иван Турунов, который по неизвестным причинам был от командования 99-й дивизией отстранён и назначен командующим 169-й стрелковой дивизией. 99-я дивизия дислоцировалась непосредственно на границе в районе Перемышля, где будущие противники были на виду друг у друга. Власов обратил внимание командного состава дивизии на превосходство Вермахта в дисциплине, потребовал и добился строгого исполнения уставных норм и высокого уровня боевой подготовки, в результате чего дивизия в октябре того же года была награждена переходящим Красным Знаменем и признана лучшей дивизией в Киевском военном округе. Маршал Тимошенко называл дивизию лучшей во всей Красной армии. За это А. Власов был награждён золотыми часами и орденом Красного Знамени. Газета «Красная Звезда» напечатала статью о Власове, восхвалявшую его военные способности, внимание и заботу к подчинённым, точное и тщательное выполнение своих обязанностей:37. В начале ВОВ дивизия, уже без Власова, была награждена орденом Красного Знамени за достойное сопротивление врагу.
Постановлением СНК СССР от 5 июля 1940 года Власову присвоено звание генерала-майора, Власов был награждён орденом Красного Знамени.
В автобиографии, написанной в апреле 1940 года и составленной по установленному стандарту, отмечал: «Никаких колебаний не имел. Всегда стоял твёрдо на генеральной линии партии и за неё всегда боролся», хотя на допросах в 1945 году заявил, что приобрёл антигосударственные настроения в 1937 году.
В январе 1941 года Власов был назначен командиром 4-го механизированного корпуса Киевского особого военного округа. 22 февраля «за правительственную командировку в Китай» награждён орденом Ленина.

### В начальный период Великой Отечественной войны
Война для Власова началась под Львовом, где он занимал должность командира 4-го механизированного корпуса. За умелые действия получил благодарность, и по рекомендации Н. С. Хрущёва вскоре был назначен командующим 37-й армией, защищавшей Киев. После окружения войск Юго-Западного фронта 15 сентября 1941 года разрозненные соединения этой армии сумели пробиться на восток, а сам Власов был ранен и попал в госпиталь.
Один из участников обороны Киева и будущий Герой Советского Союза Арефьев К. А. оставил воспоминания о генерале Власове в последние дни боёв в киевском окружении. На сентябрь 1941 года Арефьев занимал должность начальника штаба киевского бронепоезда «Литер А». Участвовал в неудачных попытках 37-й армии прорваться из киевского окружения у Барышевки и Березани. С выходом бронепоезда из строя Арефьев пристал к сводной боевой группе под личным командованием генерал-майора А. А. Власова, которая находилась в заболоченной пойме реки Трубеж в районе сёл Гланышев — Пристромы:

… За ночь мы прошли 8 километров. Командиром отряда был Паньков, комиссаром — Голованёв. Карты были старыми, на них были показаны только большие леса. Подошли к болоту, проводник сказал, что его можно перейти и за ним лес. Переправлялись через болото, вытаскивая друг друга. Вышли в лес, и оказалось, что мы на острове, на котором уже находилось много отступавших. Ещё посуху на него привели лошадей и где-то 50 голов скота…
На этом острове площадью около 4 квадратных километров был и генерал Власов. Сидели мы на нём 6 дней…
1 октября в последний раз была послана разведка. Выход запретил Власов, который говорил, что прежде чем идти, необходимо сделать разведку и выходить будем организованно (ещё в первые дни нашего пребывания на острове Власов собирал на совещание офицерский состав).
На 7-й день 2 октября на лодке приплыл мальчик лет четырнадцати и привёз часы и сообщение о том, что немцы предлагают сдаваться… Мы решили не сдаваться и написать немцам провоцирующее письмо…
В 3 часа, как и предупреждали нас немцы, с четырёх сторон по острову посыпался ураганный огонь, который шёл с 3 часов дня и до 6 вечера. Были убиты Паньков, Голованёв, журналист военной газеты и ещё 6 человек с бронепоездов.

В 10 часов осаждённые на острове начали выход с него. По приказу Власова командование первой группой принял К. А. Арефьев, он должен был двигаться к железной дороге, но взял курс на юго-восток. Вперед он выслал группу из 25 человек с пулемётами, 3 автоматами и винтовками, командовал ей Финогенов. К 7 утра прошли всего полтора километра, всё время по болоту прыгали по кочкам. Когда вышли к лесу, его немцы уже не обстреливали.

### Оборона Москвы

А. А. Власов среди командиров РККА, отличившихся в битве под Москвой

В ноябре 1941 года Сталин вызвал Власова и приказал ему сформировать 20-ю армию, которая бы вошла в состав Западного фронта для обороны столицы.
5 декабря 1941 года, в день начала контрнаступления под Москвой, в районе деревни Красная Поляна (находящейся в 32 км от Московского Кремля), 20-я армия под командованием Власова остановила продвижение 4-й танковой армии вермахта, внеся весомый вклад в победу под Москвой.
Преодолевая упорное сопротивление противника, в период с 9 по 11 декабря 20-я армия выбила немцев из Солнечногорска и Волоколамска. 13 декабря 1941 года Совинформбюро опубликовало официальное сообщение об отражении наступления немцев под Москвой и напечатало в нём фотографии тех командиров, которые особо отличились при обороне столицы. Среди них был и Власов (на илл.). Сообщение было напечатано в центральных советских газетах — «Правде» и «Известиях», — и перепечатано во многих местных газетах.
24 января 1942 года за эти бои Власов был награждён орденом Красного Знамени и произведён в генерал-лейтенанты:39. Его изображение фигурирует в американском варианте документального фильма «Разгром немецких войск под Москвой», удостоенного премии «Оскар» в 1943 году.
Жуков оценивал действия Власова так:
«Лично генерал-лейтенант Власов в оперативном отношении подготовлен хорошо, организационные навыки имеет. С управлением войсками справляется вполне».
По заданию Главного политуправления о Власове пишется книга под названием «Сталинский полководец». Власову доверяли давать интервью зарубежным корреспондентам, что говорит о доверии к нему со стороны высшего политического руководства страны:39.

### Во 2-й ударной армии

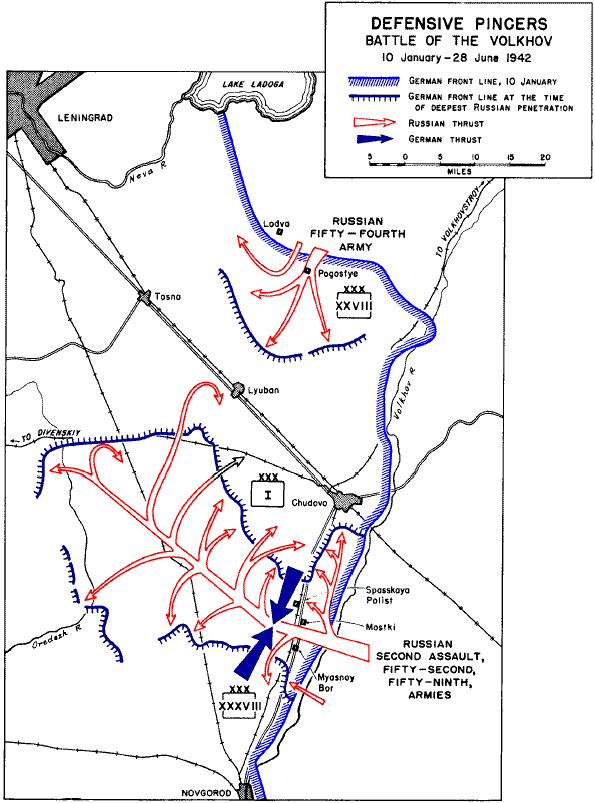
Схема Любанской наступательной операции

Утром 7 января 1942 года началась Любанская наступательная операция. В ней предусматривалось войскам 2-й ударной армии Волховского фронта, созданного для срыва наступления немцев на Ленинград и последующего контрудара, прорвать оборону противника в районе населённого пункта Мясной Бор (на левом берегу реки Волхов), и глубоко вклиниться в его расположение (в направлении Любани). За 2,5 месяца войска с тяжелейшими потерями продвинулись по лесам и болотам на 75 км. Но, не имея сил для дальнейшего наступления, армия оказалась в тяжёлом положении. Противник несколько раз перерезал её коммуникации, создавая угрозу окружения.
8 марта 1942 года генерал-лейтенант Власов был назначен заместителем командующего войсками Волховского фронта. 20 марта 1942 года командующий Волховским фронтом Кирилл Мерецков отправил своего заместителя А. А. Власова во главе специальной комиссии во 2-ю ударную армию (к генерал-лейтенанту Николаю Клыкову). «Трое суток члены комиссии беседовали с командирами всех рангов, с политработниками, с бойцами», а 8 апреля 1942 года, составив акт проверки, комиссия отбыла, но без генерала Власова. Тяжело больного генерала Клыкова 16 апреля сняли с должности командующего армией и самолётом отправили в тыл.
20 апреля Власов был назначен командующим 2-й ударной армии, оставаясь по совместительству заместителем командующего Волховского фронта. В ходе операции по выводу из окружения 2-й ударной армии в течение мая — июня 2-я ударная армия под командованием Власова предпринимала отчаянные попытки вырваться из мешка. Действия войск 52-й и 59-й армий Волховского фронта с целью пробиться ей навстречу также были неудачны.

Награждение генерала Власова в 1942 году

Ударим с рубежа Полисть в 20 часов 4 июня. Действий войск 59-й армии с востока не слышим, нет дальнего действия арт.огня.
— Власов. 4 июня 1942 года. 00 часов 45 минут.

### Немецкое пленение
Командующий Волховской оперативной группой генерал-лейтенант М. С. Хозин не выполнил директивы Ставки (от 21 мая) об отводе войск армии. В результате 2-я ударная армия оказалась в окружении, а самого Хозина 6 июня отстранили от должности с формулировкой:

За невыполнение приказа Ставки о своевременном и быстром отводе войск 2-й ударной армии, за бумажно-бюрократические методы управления войсками, за отрыв от войск, в результате чего противник перерезал коммуникации 2-й ударной армии и последняя была поставлена в исключительно тяжёлое положение 
Принятыми командованием Волховского фронта мерами удалось создать небольшой коридор, через который выходили разрозненные группы изнурённых и деморализованных бойцов и командиров.

ВОЕННОМУ СОВЕТУ ВОЛХОВСКОГО ФРОНТА. Докладываю: войска армии в течение трёх недель ведут напряжённые ожесточённые бои с противником… Личный состав войск до предела измотан, увеличивается количество смертных случаев, и заболеваемость от истощения возрастает с каждым днём. Вследствие перекрёстного обстрела армейского района войска несут большие потери от артминомётного огня и авиации противника… Боевой состав соединений резко уменьшился. Пополнять его за счёт тылов и спецчастей больше нельзя. Всё, что было, взято. На шестнадцатое июня в батальонах, бригадах и стрелковых полках осталось в среднем по нескольку десятков человек. Все попытки восточной группы армии пробить проход в коридоре с запада успеха не имели.
— Власов. Зуев. Виноградов.

21 ИЮНЯ 1942 ГОДА. 8 ЧАСОВ 10 МИНУТ. НАЧАЛЬНИКУ ГШКА. ВОЕННОМУ СОВЕТУ ФРОНТА. Войска армии три недели получают по пятьдесят граммов сухарей. Последние дни продовольствия совершенно не было. Доедаем последних лошадей. Люди до крайности истощены. Наблюдается групповая смертность от голода. Боеприпасов нет…
— Власов. Зуев.
25 июня противник ликвидировал коридор. Власов отказался бросить собственных солдат, когда за ним прилетел последний самолёт, чтобы эвакуировать командующего вглубь советской территории. Показания различных свидетелей не дают ответа на вопрос, где же укрывался генерал-лейтенант А. А. Власов следующие три недели — бродил ли в лесу или же существовал некий запасной командный пункт, к которому пробиралась его группа. Раздумывая о своей судьбе, Власов сравнивал себя с генералом А. В. Самсоновым, также командовавшим 2-й армией и тоже попавшим в немецкое окружение. Самсонов застрелился. По словам Власова, его отличало от Самсонова то, что у последнего было нечто, за что он считал достойным отдать свою жизнь. Власов посчитал, что кончать с собой во имя Сталина он не станет:62.
К 10 июля с Власовым осталось несколько человек: раненный полковник штаба Виноградов, повариха Мария Во́ронова, красноармеец Котов и шофёр Погибко. Виноградов был тяжело ранен, а также болен, поэтому Власов отдал ему свою шинель с генеральскими знаками различия, но позже Виноградов умер.
Уже 11 июля маленькая группа Власова разделилась. Котов и Погибко направились в деревню Ям-Тёсово, где были схвачены полицаями, а Власов и Воронова отправились за поиском продовольствия в деревню Туховежи, где жили староверы. Дом, в который они обратились, оказался домом местного старосты. Пока Власов и Воронова ели, староста вызвал местную вспомогательную полицию, которая окружила дом и арестовала окруженцев, при этом Власов настойчиво выдавал себя за учителя-беженца. Полицейские заперли их в сарае, а на следующий день (12 июля) для ареста Власова прибыл начальник разведотдела немецкого 38-го армейского корпуса гауптман Макс фон Швердтнер с переводчиком зондерфюрером Клаусом фон Пельхау, помощником Хаманном и шофёром Липски. Утром того же дня этот немецкий патруль уже ездил для опознания трупа Власова (на самом деле — Виноградова, который и был в генеральской шинели Власова). Труп был опознан ими как якобы труп именно Власова. На обратном пути эта группа заехала в деревню Туховежи для проверки и допроса задержанных. В итоге немецкий патруль опознал Власова по портрету в газете. Староста деревни за выдачу Власова получил от командования 18-й немецкой армии корову, 10 пачек махорки, две бутылки тминной водки и почётную грамоту.

### Личность и взгляды Власова. Сотрудничество с нацистами и пропаганда

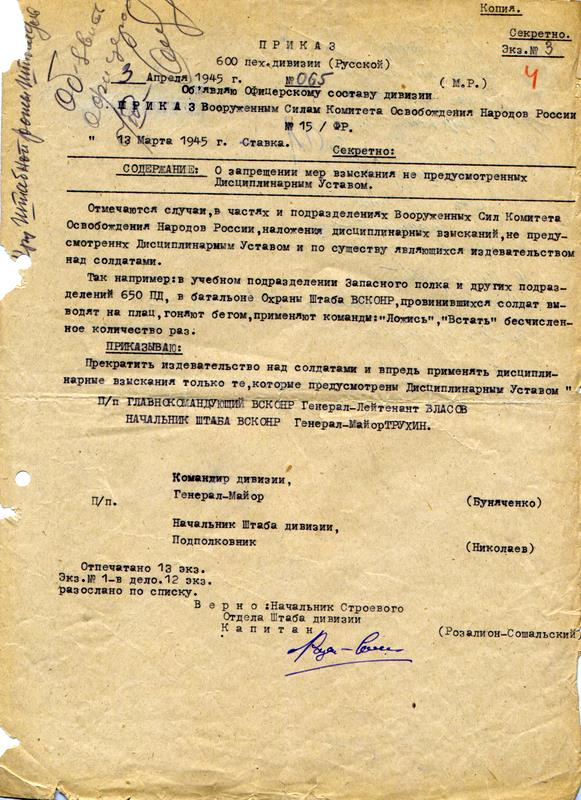
Приказ генерала Власова о прекращении издевательств над солдатами

Находясь в Винницком военном лагере для пленных высших офицеров, Власов спустя примерно два месяца согласился сотрудничать с нацистами для возможного свержения Сталина и возглавить так называемое «Русское освободительное движение». Это начало политическую карьеру Власова, которая, однако, как отмечает историк Е. Андреева, не могла быть успешной: сам Власов не был готов к роли лидера планируемой антисталинской революции, а его возвышение было результатом разногласий касательно планов относительно СССР внутри НСДАП и противоречий внутри нацистской иерархии: так, в то время как такие деятели, как Мартин Борман и Эрих Кох, были радикальны в отношении «унтерменшей», Альфред Розенберг и возглавляемое им Министерство восточных оккупированных территорий занимали более мягкую позицию, выступая за создание на месте СССР сателлитов Третьего Рейха под управлением националистов; Адольф Гитлер склонялся к первой партии. Генрих Гиммлер изначально также относился к ней, хотя в 1944 году изменил позицию из-за оценки положения Третьего Рейха в войне, в итоге став одним из инициаторов создания КОНР. Кроме того, предприятие изначально было идеей ряда офицеров, Штрик-Штрикфельдта в их числе, называемой ими «русским де Голлем»: офицеры пришли к выводу, что Третий Рейх ведёт не освободительную войну, а захватническую, и что это вызовет сопротивление населения; для эффективного свержения «большевизма», таким образом, надо было создать альтернативное правительство России и антисоветское русское движение, но донести свои идеи до командования они не смогли.
На тот момент Власов был далеко не первым коллаборационистом: из ряда советских военнопленных была сформирована «Русская трудовая народная партия», в которую входили будущие деятели КОНР Михаил Меандров и Фёдор Трухин, состоявшие в Национально-трудовом союзе (НТС), правой эмигрантской организации, провозгласившей создание «третьей силы» в войне между Третьим Рейхом и СССР путём коллаборационизма, в то время как на оккупированных территориях конкурентом Власова считал себя Бронислав Каминский, обер-бургомистр «Локотской республики», лидер РОНА и русской нацистской партии, в отличие от власовцев прямо провозглашавший себя нацистом и проводивший в Локте соответствующую политику: Каминский на тот момент уже имел реальное вооружённое формирование, в плане чего был сильнее Власова, и опасался, что так как власовская платформа не была идейно нацистской, движение Власова в будущем предаст Гитлера и дело борьбы с «иудо-большевизмом», в чём оказался прав, в то время как сам сохранивший верность нацизму Каминский был расстрелян СС. В отличие от каминцев и другого идейно принимавшего нацизм известного коллаборациониста, Петра Краснова, клявшегося «Всемогущим Богом перед Святым Евангелием» в верности Гитлеру, политически подготовленные власовцы надеялись, что Власов будет следовать примеру Пилсудского, вовремя спровоцировавшего конфликт с немцами. Сам Гитлер тоже ожидал получить во Власове нового Пилсудского: «Мы никогда не создадим русской армии: это фантом первого разряда <…> Ибо начинают всегда, я бы сказал с присоединённым государством а ля Польша, а кончают независимым государством». Сам Власов и его покровитель в Вермахте В. Штрик-Штрикфельдт, впрочем, разочаровались в идее открытого сотрудничества только после приказа Кейтеля об аресте Власова. С этих позиций идеи «третьей силы» Штрик-Штрикфельдт писал мемуары о Власове «Против Сталина и Гитлера».
Рассматривая личности Власова и его соратников, американский историк Джордж Фишер писал, что поведение власовцев могло быть связано с «инертностью, утратой всякой личной инициативы в чём бы то ни было, связанном с политикой» из-за невозможности заниматься последней в условиях тоталитаризма; Е. Андреева, отвергая такой взгляд, пишет, что Власов действительно старался держаться в стороне от политики, с чем была связана его успешная карьера, и не мог быть успешным политическим деятелем с якобы присущей «наивностью» и неподготовленностью. Сам Власов утверждал, что после разгрома своей армии он обдумал ситуации, до этого им из сознания вытесняемые: «раскулачивание» его родителей после того, как он им подарил корову, и готовность населения «эвакуированного города» встречать оккупантов «с цветами и хлебом-солью».
О мотивах перехода Власова на сторону нацистов сложно сказать что-то конкретное; до этого в письмах к жёнам он Сталина восхвалял. Петров здесь отмечает, что Власов был типичным продуктом советской системы: она «довольно быстро приучала человека к инвариантности, к тому, что вчерашний герой революции сегодня враг народа, а завтра вообще пятно ретуши на фотографии. Поэтому переход от лозунга „Бить фашистских гадов“ к лозунгу „Россия без Сталина и жидов“ вряд ли вызвал у него существенную внутреннюю ломку. А вот реально ли он был готов менять методы, скрывавшиеся за этим фасадом, я не уверен». Советский писатель Илья Эренбург и сотрудник нацистской разведки полковник Олетс считали, что у Власова не было убеждений, но было честолюбие; здесь такие мемуаристы, как Штрик-Штрикфельдт возражают: «Если бы речь шла только о честолюбии, то он особенно не беспокоился бы о судьбе пленных или остарбайтеров и не стремился бы облегчить ее». Возможно, что Власов был легко внушаемым человеком, и Штрик-Штрикфельдт, до этого убедившего сотрудничать генерала Лукина (после выражения согласия отказывался от предложений нацистов), сыграл тут роль.
По мнению Джулии Шапиро, мотивы Власова и власовцев были сложными, и среди них были как и идеологическая оппозиция, так и стремление выжить, а Власов опасался репрессий за разгром 2-й ударной армии; основными чертами Власова она считает моральный релятивизм и «историческое самосознание», и из-за последней Власов старался держать лицо и не выступал сторонником фашизма и однозначной марионеткой нацистов, стараясь создать положительный образ если не для будущей политической деятельности и выживания и хорошей жизни после войны, то хотя бы в глазах последующих поколений. Сталин не только не собирался репрессировать Власова, но и требовал его спасти любой ценой, и члены Политбюро и сам Сталин отправляли команды с требованиями найти Власова. Вероятно, Сталин хотел его перевести на более ответственную должность, Никита Хрущёв считал, что хотел назначить командующим Сталинградским фронтом. Косвенно об этом свидетельствуют июльские директивы Ставки командованию Волховского фронта и радиограммы штаба Ленинградского партизанского движения и Жданова, переданные партизанам: «Власова, Виноградова, Афанасьева и других из командования 2-й армии держать при себе, сохранить и оградить от любых опасностей. Проявите заботу. Сейчас это главная задача, поставленная Москвой»; «Выполнить приказ Сталина об эвакуации Власова».
Одним из основных мотивов власовцев было выжить в плену у нацистов и не умереть от голода; до Власова они появлялись на фронте не как полноценные солдаты вермахта, а как «хиви», «добровольные помощники» солдат. Главный идеолог власовцев и РОА Милетий Зыков пытался отговорить Власова соглашаться командовать «восточными войсками» (нем. Osttruppen) вермахта: Зыков говорил, что в таком случае Власов окажется во главе наёмников, «напяливших немецкую форму» ради «миски супа»

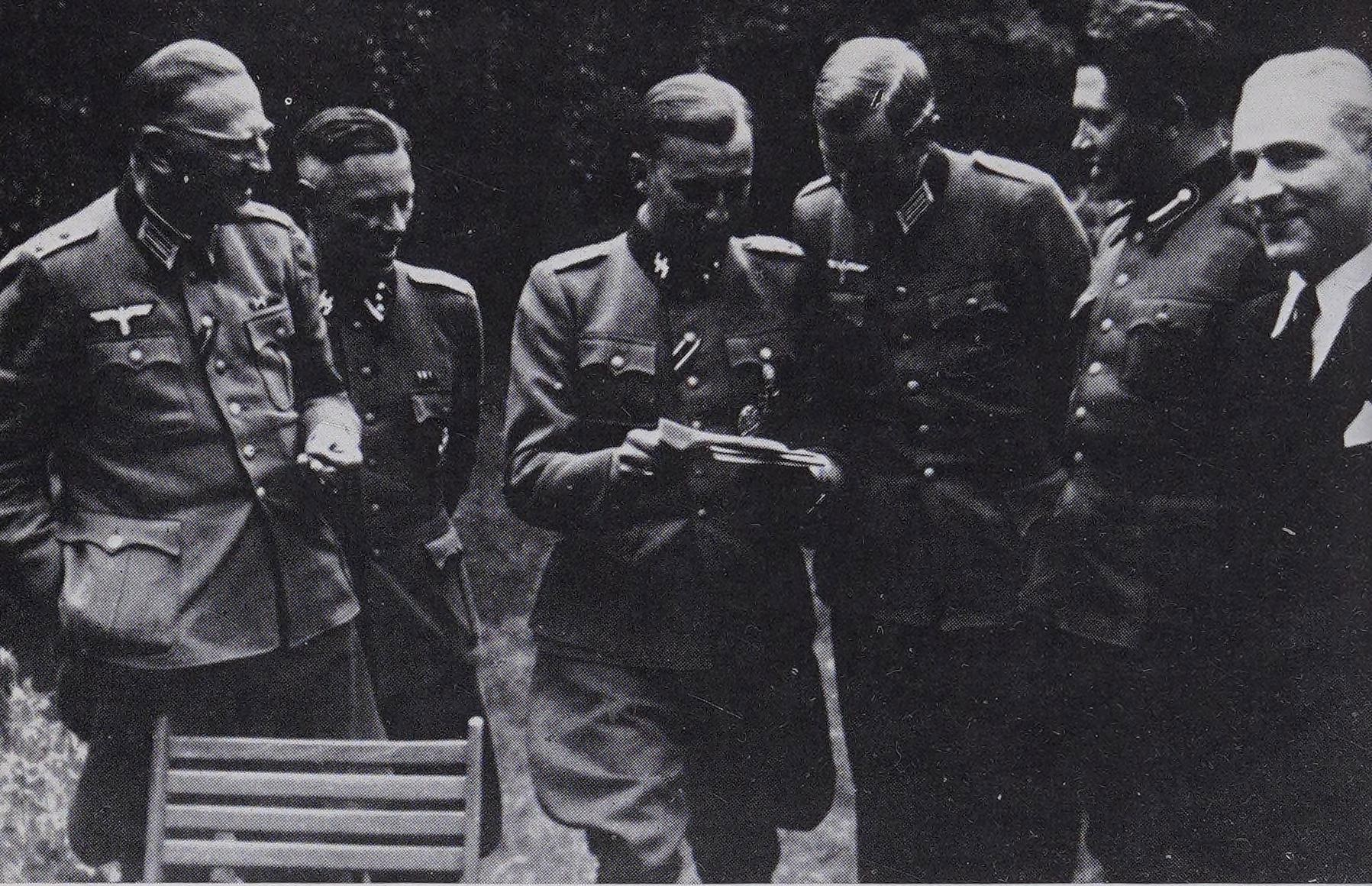
Слева направо: В. Штрик-Штрикфельдт, офицер СС, пропагандист СС Гунтер д’Алкен, капитан вермахта, главный идеолог РОА «марксист» Милетий Зыков и один из сотрудников Власова Георгий Жиленков

Милетий Зыков выделялся среди прочих коллаборационистов, во-первых, еврейским происхождением, во-вторых, открыто выражаемыми «марксистскими» убеждениями: Зыков соглашался на компромисс с нацизмом ради попытки свержения Сталина. Зыков, взгляды которого предположительно находились между большевиками-бухаринцами и меньшевиками, оказал значительное влияние на взгляды руководства позже возглавляемого Власовым КОНР, сам будучи выразителем левого крыла движения, считавшего советский строй изначально положительным явлением; Зыков стал главным идеологом власовского движения, по крайней мере на его первом этапе, в дальнейшем идеологическими конкурентами зыковского «марксизма» стали НТС. Зыков был редактором оккупационной газеты «Заря», нередко полностью составляя её передовицы; газета Зыкова не избежала обязательных для оккупационной пропаганды антисемитских штампов, но в течение первых трёх месяцев ему удавалось сокращать антисемитскую пропаганду по сравнению с другими газетами, где в почти каждом номере должны были идти антисемитские материалы. В 1944 году Зыков был убит нацистскими спецслужбами после множества доносов, в том числе и написанных белоэмигрантами, в которых нередко говорилось о его еврейском происхождении, а заявления Зыкова о своих «марксистских» взглядах число доносов увеличивали. Идеологию Зыкова в руководстве КОНР продолжил Н. В. Ковальчук, не вошедший в его Президиум, но участвовавший в составлении его манифеста.
Кампания нацистской пропаганды «Aktion Wlassow», которая и сделала Власова известным и начала его политическую деятельность, началось с написания Смоленской декларации 27 декабря 1942 года, провозглашавшей «Русскую освободительную армию» и «Русский комитет». В 1943 году Власов написал открытое письмо «Почему я стал на путь борьбы с большевизмом». В действительности «Русский комитет» был лишь пропагандистской фикцией; в чуть меньшей степени ей была и «Русская освободительная армия»: юридически она никак оформлена не была и фактически существовала как осттруппен вермахта, различные соединения, состоявшие из русских при полном подчинении немецкому командованию; о существовании РОА свидетельствовали только нацистская пропаганда, изготовленный для этих осттруппен шеврон «РОА» и солдатская книжка РОА. Одним из первых, 7 февраля 1943 года, такую солдатскую книжку получил сам Власов, подписанную Штрик-Штрикфельдтом: хотя фактически военным он не был, местом службы значился «Восточный батальон пропаганды особого назначения» в Дабендорфе, формально подчинённый ОКВ и отделу иностранных армий Востока ОКХ, там же был зафиксирован и его должностной оклад: 70 марок в декаду, как у немецкого фельдфебеля. При «батальоне» была открыта Дабендорфская школа РОА, 17 мая 1944 года он был переименован в «добровольческий батальон пропаганды особого назначения». По итогу при обсуждении с Власовым и редактуре Зыкова и капитана фон Гроте русскими сотрудниками Вермахт-Пропаганда была составлена «Смоленская декларация», её идеалом была «Новая Россия без большевиков и капиталистов»; фиктивный «Русский комитет», от имени которого была составлена программа, также обещал роспуск колхозов с частной собственностью на землю и неприкосновенность личности и социальную справедливость и «почётный мир» с Третьим Рейхом. Текст обещал основные права и свободы, один из пунктов гласил: «Уничтожение режима террора и насилия, введение действительной свободы религии, совести, слова, собраний, печати. Гарантия неприкосновенности личности и жилища»; также говорилось о «национальной свободе», «обеспечения рабочему действительного права на труд» и «возможности свободно творить на благо своего народа» для интеллигенции. В программе власовцев также говорилось, будто Третий Рейх ведёт войну лишь против «большевизма», но не против русских и их «национально-политической свободы» и «жизненного пространства»; Е. Андреева пишет, что зная, что это неправда, авторы хотели опубликовать программу, надеясь, что читатели «сами сумеют отделить зёрна от плевел» благодаря опыту чтения советской пропаганды. В Смоленской декларации также говорилось, будто «Национал-социалистическая Германия Адольфа Гитлера ставит своей задачей организацию Новой Европы без большевиков и капиталистов», хотя и это не было правдой, и нацистский[что?] предполагал сотрудничество классов.
Зыков работал и над другими власовскими документами, возможно, что и над подписанным Власовым открытым письмом «Почему я стал на путь борьбы с большевизмом», появившимся весной 1943 года. В тексте от имени Власова подчёркивается его крестьянское происхождение, а кроме того, декларируется верность революции 1917 года, в связи с чем основной целью власовцев провозглашается «завершение Национальной Революции». Как и «Смоленская декларация», письмо апеллирует к русским национальным чувствам, игнорируя другие народы СССР, в нём также при прогерманских вставках и неприязни к западным союзникам («Англия всегда была врагом Русского народа») отсутствует антисемитизм. Верность «народной революции» 1917 года без её разделения на Февраль и Октябрь впоследствии вошла и в программу КОНР. Е. Андреева отмечала, что даже при стремлении КОНР к компромиссу с эмиграцией в документах КОНР отсутствовала критика личности Ленина, а революция на два этапа не разделялась.
Подписанные Власовым листовки с призывом свергнуть Сталина разбрасывались люфтваффе на фронтах, а также распространялись в среде военнопленных, в обход командования Штрик-Штрикфельдт подстраивал их сброс в зоны оккупации. На оккупированных территориях Власов пользовался популярностью: Е. Андреева пишет: «Судя по тому, как горячо Власова встречали во время его поездок на оккупированные территории весной 1943 г., можно предполагать, что при благоприятных условиях многие советские граждане встали бы на его сторону». Иллюзию самостоятельности своего движения Власов подкреплял высказываниями в адрес немцев, которые нацисты считали резкими, так как они шли вразрез с идеей немецкого расового и военного превосходства: «Германия не может выиграть войну без русских», «мы не хотим коммунизма, но мы также не хотим быть немецкой колонией», «чужой кафтан не по русскому плечу», «национал-социализм навязан России не будет». В ответ фельдмаршал Кейтель выпустил приказ о запрете Власову какой-либо политической деятельности и возвращении его обратно в лагерь для военнопленных (последний пункт был заменён на домашний арест); деятельность Власова вызвала резкое недовольство как Гиммлера, так и Розенберга. Власов, однако, продолжал верить в правдоподобность своего плана создания независимой армии, так как считал неизбежным поражение нацистов без поддержки населения СССР.
Власов придавал большое значение пропаганде своих структур и идей движения в пропаганде через листовки и газеты «За Родину», «Доброволец», «Боевой листок добровольческих частей» и других, осознавая своё бессилие, но надеясь на благотворный эффект пропаганды антисоветизма и своего движения. Провласовские газеты во многом воспроизводили штампы нацистской пропаганды, включая антисемитские. Сам Власов прямо связан с этими газетами не был. В Дабендорфской школе РОА до создания КОНР на занятиях по «еврейскому вопросу» проходила грубая антисемитская пропаганда. В вышеупомянутых газетах и власовских листовках антисемитизм сохранялся до создания КОНР с объявлением его программы, после чего вышеупомянутые газеты либо полностью отказались от антисемитизма, либо сократили его до малого и условного объёма.

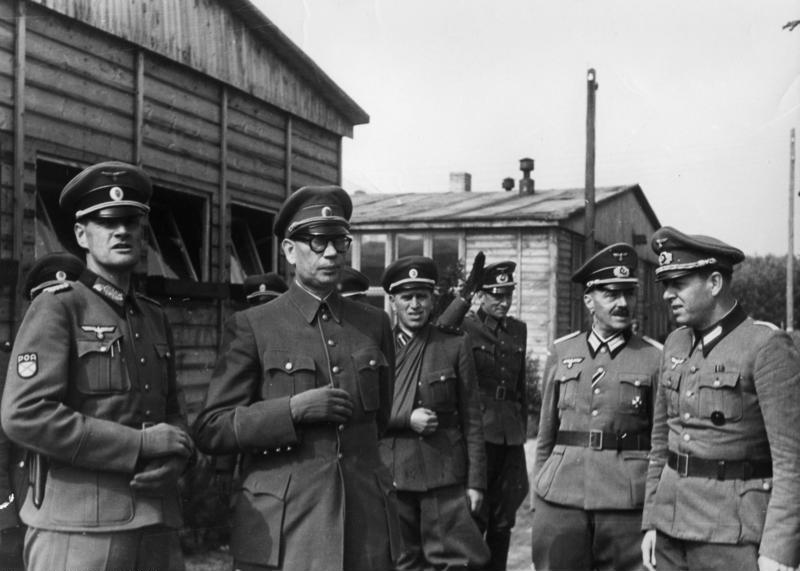
Власов и Трухин в Дабендорфе

Среди декларируемых Власовым взглядов было право на самоопределение народов СССР и создания ими собственных независимых государств. Розенберг в это время стремился создать на территории СССР политические образования, таким образом заручившись в войне поддержкой националистических движений. Взгляды Розенберга и Гитлера на право на самоопределение, в сущности, совпадали, но, в отличие от Гитлера, Розенберг чётко разграничивал русских и другие «восточные народы». План Розенберга заключался в создании Московии, окружённой государствами и протекторатами «санитарного кордона», или «стеной», расширенными за счёт территорий России, которые бы защищали Третий Рейх от «угрозы с Востока». Все эти страны и регионы находились бы под полным контролем нацистов, но Московии предполагался наиболее низкий статус. Однако в ходе межведомстсвенной конкуренции Розенберг в итоге, несмотря на антирусскую позицию, поддержал Власова. Но Власов стал отправлять Розенбергу обращения, идеи которых тот не принимал: во-первых, Власов и его сподвижники направили меморандум об объединении советских коллаборационистских движений в РОА под русским командованием, во-вторых, Власов отправил Розенбергу следующее:

Свою позицию… я уже высказал 28 марта 1943 г. в русской газете «Заря». Я знаю, что за это я подвергнусь нападкам со стороны моих земляков, выступающих за неделимую Россию… Великороссы стоят на той точке зрения, что Россия никогда не сможет отказаться от Украины и Кавказа. Но это возможно только до тех пор, пока придерживаешься той давно устаревшей точки зрения предыдущих времён, что Европа представляет собой не естественную семью народов, а случайное собрание государств, каждое из которых должно заботиться только о себе. До тех пор, пока мы стоим на этой точке зрения, русские будут рассматривать отделение Украины и Кавказа как разбой. В противоположность этому новая, исходящая от Германии (из ведомства Розенберга) идея европейской семьи народов, которая признана нами как весьма плодотворная, обязывает все народы Европы принести жертву на благо общей Европы. <…> Кроме того, в рамках большой европейской экономики «отказ» от Украины и Кавказа в действительности не является отказом, потому что экономические и культурные силы этих пространств и людей пойдут на пользу не только Западной Европе, но и Европе в целом, а тем самым и нам. С другой стороны, и Европа в целом снова сможет извлечь пользу из освоения Сибири. Национальная Россия, как равноправный член европейской семьи народов, даже без Украины и Кавказа, не представляет опасности для Европы, а является важным и необходимым фактором большой европейской экономики. Напротив, Россия, отторгнутая из европейской семьи народов и лишенная Украины и Кавказа, будет оставаться постоянной угрозой для Европы. Невозможна Россия, долго эксплуатируемая как колония. Конечно, можно военным способом занять стратегические пункты этого пространства, но сделать его полезным для Европы и примирить можно только путём добровольного соучастия его населения. А этого можно будет добиться лишь тогда, когда ему будут не только обещаны, но и на деле обеспечены… лучшая жизнь и раскрепощение всех сил народа во имя нового идеала. <…> Самое сильное сопротивление оказывает русский народ, который представляет собой ведущий срез общества в Советском Союзе, что обусловлено [его] историей, расой и достижениями.
Розенберг на обращения Власова ответил осуждением «великорусского империализма». К моменту своего «ареста» Власов поддержки Розенберга полностью лишился. В дальнейшем власовцы и дальше выступали за самоопределение, но весной 1943 года стали проявлять больше внимательности.
Несмотря на трактовку Власова как «демократа» (подробнее см. ниже), вызванную в том числе и содержанием Манифеста КОНР и других программных документов КОНР и РОА, были жестокие изречения Власова о будущем:

Во многих немецких воспоминаниях Власов бросает, полушутя говоря о собственных товарищах: этого потом повесим, а того мы расстреляем. Уже известный нам полковник Олетс шуток этих не оценил, на полном серьезе утверждал после войны: «Власов однажды сказал мне, что единственным способом удержать в повиновении 150 разных национальностей является беспощадная жестокость. Он говорил, что готов взять власть в России, но будет, конечно, необходимо ликвидировать несколько миллионов человек, чтобы усмирить остальных и получить над ними контроль». Безусловно, это гиперболизация, тем не менее, как мне кажется, заслуживающая внимания.
Также отрицается антисемитизм Власова, которого в программных документах РОА никогда не было. Антисемитизм был речи сподвижника Власова Малышкина, в том числе где он приписал Власову слова «свобода для всех народов, кроме еврейского», хотя в других речах Малышкина антисемитизма не было, а антисемитские вставки в речи немногочисленны. В интервью Völkischer Beobachter, возможно, из-за характера издания, к антисемитизму прибегнул Жиленков, до этого редактировавшего антисемитскую газету «Доброволец». Комментируя речь Малышкина и приписанную Власову; И. Ермолов пишет, что «Власов так никогда не говорил, ни в одном из его последующих выступлений также не содержится антисемитских высказываний». Антисемитские высказывания Жиленкова, по словам В. Позднякова, Власов осудил, а по словам Штифанова, нацистам заявлял, что «еврейский вопрос» это «внутреннее русское дело, и решаться оно будет» только после свержения советской власти. Это согласовывается с воспоминаниями С. Б. Фрёлиха, приводившего частные высказывания Власова против нацистского антисемитизма и его якобы неактуальности для России («проблема еврейства в России не играет значительной роли, так как в России антисемитизм никогда не являлся мировой проблемой, как в Германии. Пользующиеся плохой славой погромы были следствием организованного бандитизма, который был начат царской полицией для травли социалистов, либералов и евреев»), как соответствует и нижеприведённой записке Тауберта («не борется с еврейством и вообще не признает еврейского вопроса»). Штрик-Штрикфельдт также отрицал, что Власов был антисемитом, якобы он сказал Лею: «Вы воюете против невинных еврейских детей, вместо того, чтобы воевать против Сталина». Д. Жуков и И. Ковтун считают отсутствие у Власова антисемитских взглядов мифом и предполагают, что мемуаристы вроде Штрик-Штрикфельдта вводят читателей в заблуждение. Они приводят ряд антисемитских высказываний Власова из пропагандистских материалов 1943 года, описывавших его весенние выступления, которые подают как прямые цитаты из его речей, хотя в трёх из шести приведённых ими случаях они прямыми цитатами не являются («Власов подчеркнул, что… русским народом управляют жиды»; «Власов даже подчеркнул, что плодами революции воспользовались только жиды»; «<Власов> указал на преемственность между русской революцией 1917 года и нашим движением… Большевики же и мировое иудейство…»), и ещё в одном приводимом случае антисемитская фраза Власову даже не приписывается, а идёт в комментариях к его речи, в которой он назвал СССР и Российскую империю «тюрьмой для народов». Об антисемитизме в выступлениях Власова говорится не только оккупационных газетах, но и в похвальном донесении генерала Оскара ван Гинкеля начальству о личности Власова и его работе. При этом не было антисемитизма в «Почему я стал…», вышедшем тогда же как обобщение выступлений Власова. В других двух случаях антисемитизм шёл прямо от имени Власова: в напечатанном в «За Родину» тексте о посещении Власовым редакции этой газеты идёт прямая цитата об «интернациональной жидовской клике», а в декабре 1943 года от имени Власова «Доброволец» выпустила «Открытое письмо» против «иудо-большевизма и плутократов». По мнению Жукова и Ковтуна, Власов сохранял антисемитские взгляды до конца жизни, в подтверждение чего приводят запись Гёббельса от 1 марта 1945 года, в которой он описал встречу с Власовым: «Интересны прежде всего высказывания Власова о внутренних делах большевистской иерархии. По его словам, Сталин правит в России, пользуясь диктаторскими полномочиями. Он пытается использовать в своих целях евреев, а евреи пытаются использовать его в своих»; как они считают, ещё до перехода на сторону нацистов Власову был свойственен широко распространённый в СССР бытовой антисемитизм: так, адъютант Власова по 20-й и 2-й ударной армиям утверждал: «За время моего наблюдения за Власовым я убедился, что он не мог терпеть евреев, он употреблял выражение „евреи атаковали военторг“ и тому подобные, и он форменным образом разогнал работников военторга, по национальности евреев. Власов говорил, что воевать будет кто-либо, а евреи будут писать статьи в газеты и за это получать ордена».
Собственный «арест» открыл перед Власовым крайнюю неустойчивость его положения и необходимость существования его движения в качестве «заговора» против нацистов. После этого Власов потерял мотивацию к крупным действиям и ничего не предпринимал, пока ему не была предложена встреча с Гиммлером, который в речи назвал его «русской свиньёй» за слова Власова «неслыханной наглости», что «Россия может быть побеждена только русскими», неточную цитату из Шиллера; в своих речах от 4 октября 1943 года и 6 октября Гиммлер выражал возмущение, что после речей Власова немцы начинают сочувственно относиться к русским и видеть в их сотрудничестве необходимость, и что это якобы разлагающе действует на армию и на расовую доктрину нацистов: 

Если… некая доблестная армия со столетними традициями, каковой является немецкая, от этой болтовни… начинает сомневаться в собственной силе… когда говорят «мы не можем русских победить, это могут сделать только сами русские», — тогда это опасно. <…> Эта шумиха вокруг Власова прошла по Германии не встречая возражений. Вместо того, чтобы умело сделать из этого пропаганду с целью разложения русской армии, она отчасти обернулась против нас самих….

В тот момент, когда мы сами начинаем сомневаться в нашей вере, в этой расовой ценности, Германия, германский человек уже побеждены. Так как других — больше, чем нас. Однако мы больше стоим, чем они. <…> В тот момент, когда мы начинаем разрушать этот фундамент, говоря своей пехоте, что мы не можем победить русского, который может быть побежден только русским, начинается процесс нашего самоубийства. Это большая опасность власовского движения. Поэтому оно должно быть запрещено. Фюрер определённо запретил его и поэтому в наших собственных рядах идейно оно должно искореняться до последнего.
Хотя «Aktion Wlassow» была главным образом нацистским проектом, она противоречила взглядам Гитлера и его ближайших сподвижников, а среди покровителей Власова в вермахте были участники «заговора 20 июля»; после заговора Власов был передан СС, но встреча с Гиммлером была отложена до ноября.

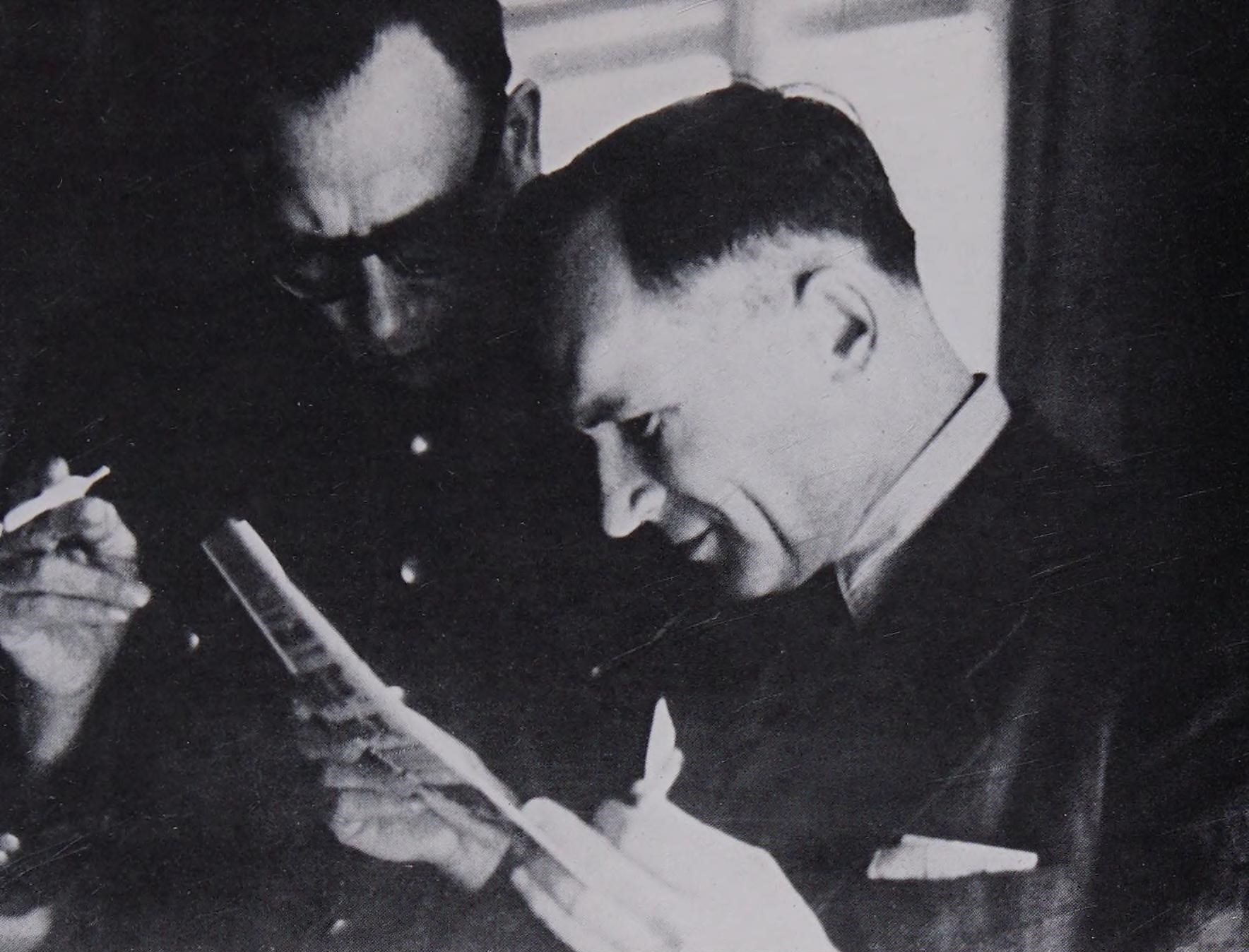
Власов и В. Ф. Малышкин

4-е управление НКГБ СССР собирало информацию, характеризующую личность Власова. Из допроса захваченного в октябре 1944 года агента гестапо:

"..Он грубый и резкий, но в состоянии владеть собой. Оскорблений не забывает, очень эгоистичен и самолюбив. В момент личной опасности труслив и боязлив. Философию не любит. Против коммунизма не по убеждению, а из-за личного безысходного положения и благодаря тому, что потерял личные позиции. Как командир хорош на средних постах (комдив), а на более высоких постах считается сравнительно слабым. Хороший тактик, средний стратег. Его изречение: «Хоть и по шею в грязи, но быть хозяином».

Цитата была опубликована в сборнике документов «Генерал Власов. История предательства» со ссылкой «ЦА ФСБ России. Ф. 16. Оп. 312а. Д. 233. Л. 65». К. М. Александров до этого оспаривал приведённые утверждения как недостоверные; так как источник документа не указывался, он считал недостоверным и документ, подписанный как донесение гестапо, а оценки качеств Власова отмечал как сходные с мемуарами Смысловского.
Не сохранилось ни одной фотографии этого периода жизни Власова, на которых он был бы одет в немецкую военную форму (что отличало Власова от его подчинённых). Он всегда носил специально пошитый для него (из-за его огромного телосложения) военного кроя простой мундир цвета хаки с широкими обшлагами и форменные брюки с генеральскими лампасами. Пуговицы на мундире были без военной символики, на мундире — никаких знаков различия или наград, в том числе не носил и эмблемы РОА на рукаве. Только на генеральской фуражке он носил бело-сине-красную кокарду РОА:34.

Листовки «Русского комитета» Власова
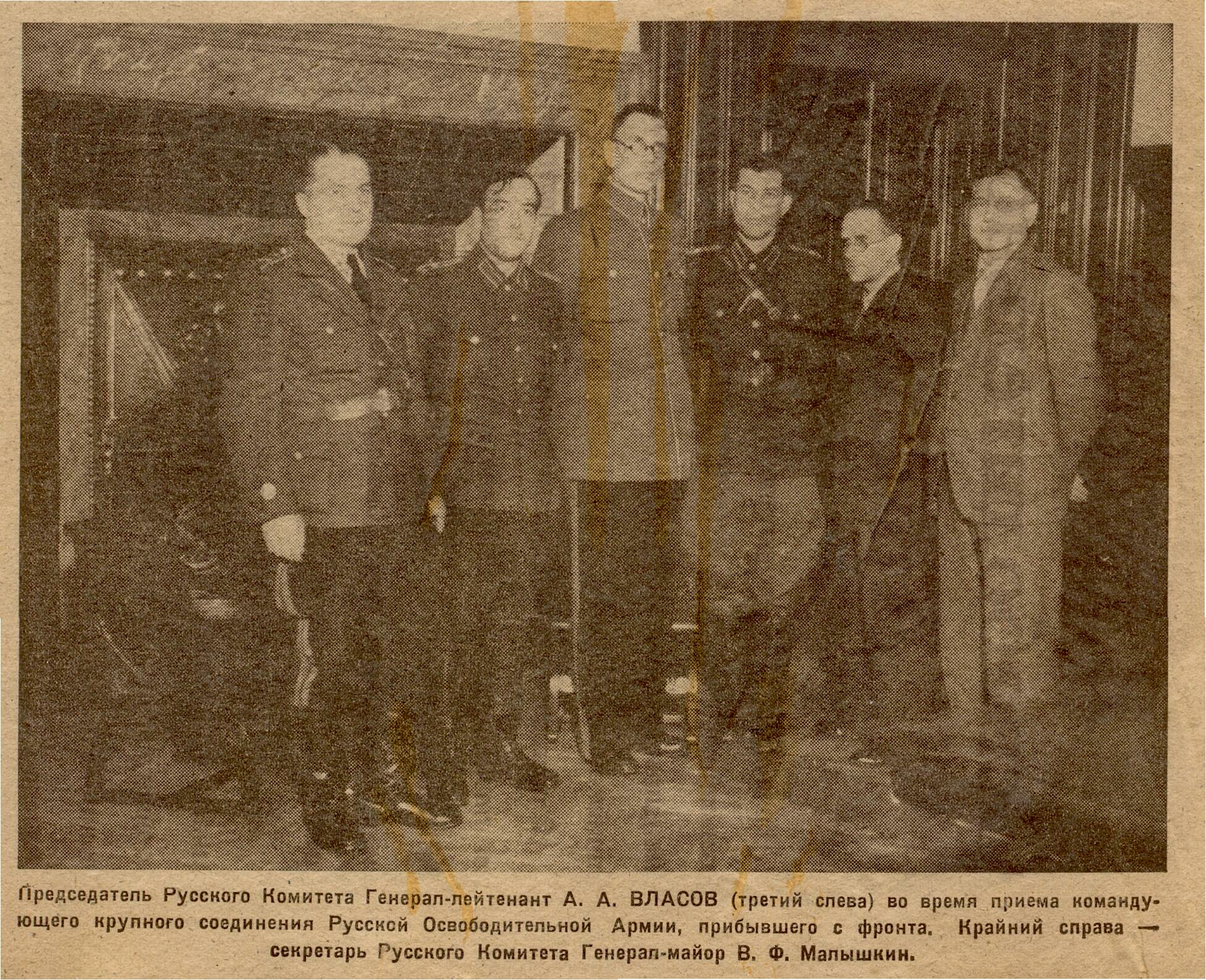
Власов во время приёма командующего «крупного соединения» «РОА» Русской Освободительной армии
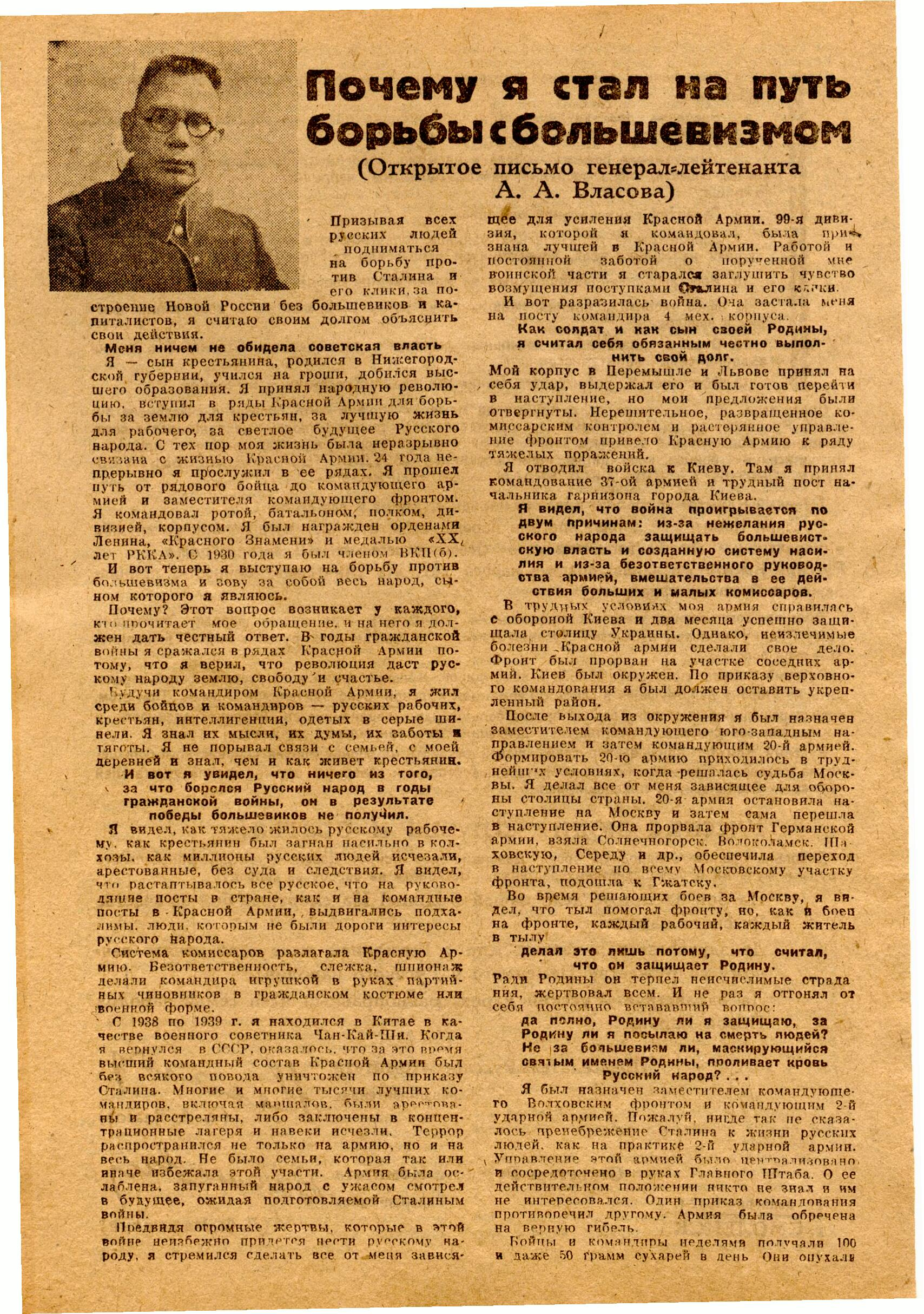
Листовка «Почему я стал на путь борьбы с большевизмом» (страница 1)
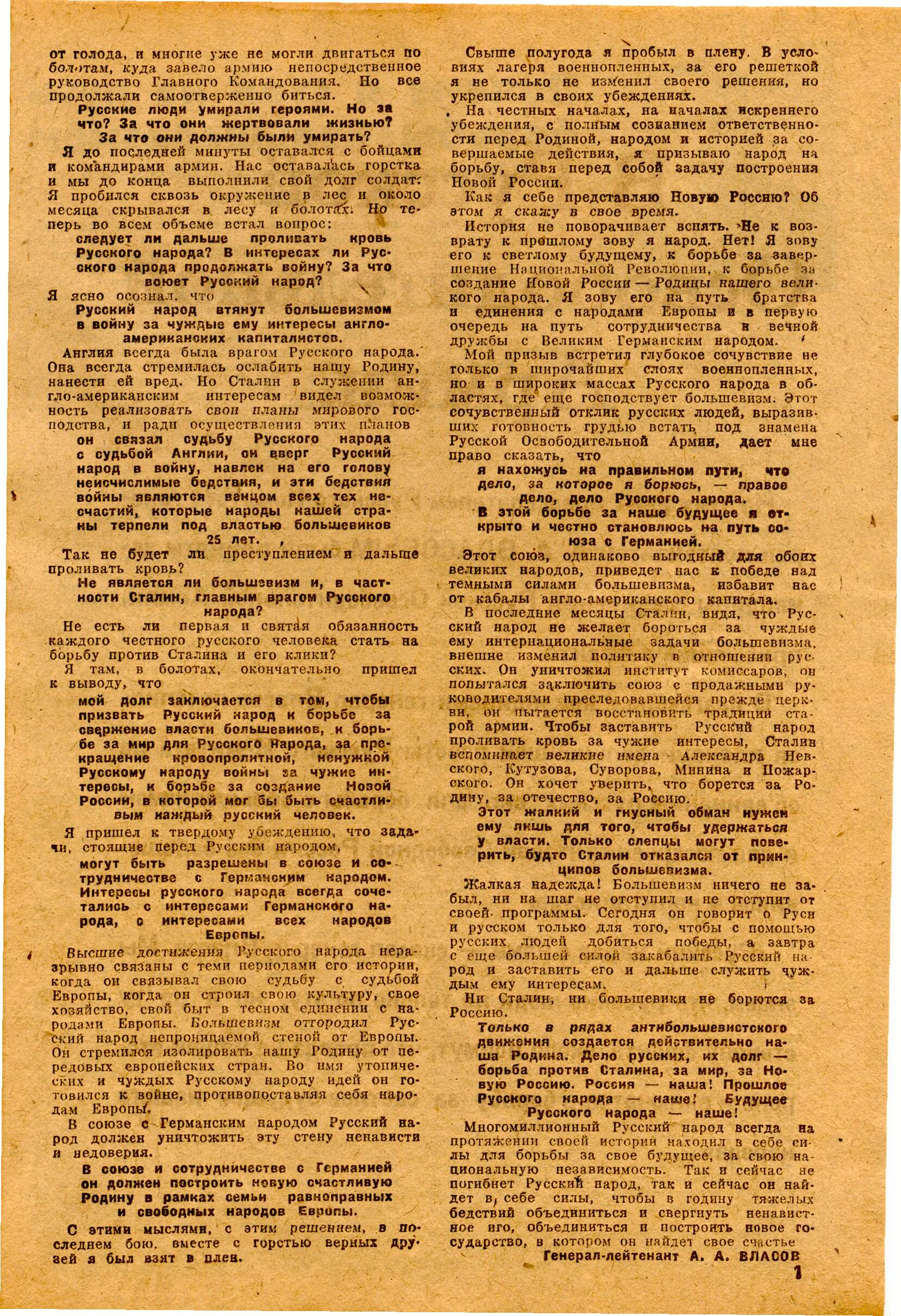
Листовка «Почему я стал на путь борьбы с большевизмом» (страница 2)

### Лидер русских коллаборационистов

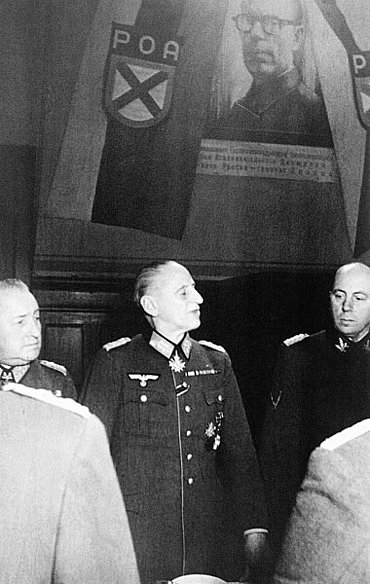
Эрнст-Август Кёстринг, начало 1945 г.; на фоне видны символы власовского движения — портрет Власова, Андреевский флаг и бело-сине-красный флаг России

На встрече с Гиммлером Власов попытался убедить его в необходимости создания подчинённых Власову политических и военных структур при помощи харизмы и при помощи блефа: так, он заявил, что если бы «располагал ударной армией», то «дошёл бы до Москвы и тогда закончил бы войну по телефону, поговорив с моими товарищами, которые сейчас борются на другой стороне». На Гиммлера Власов произвёл положительное впечатление, и после разговора он оценивал Власова как «крупную, большую личность», несмотря на ранее сказанные слова, и дал согласие на формирование КОНР и РОА.

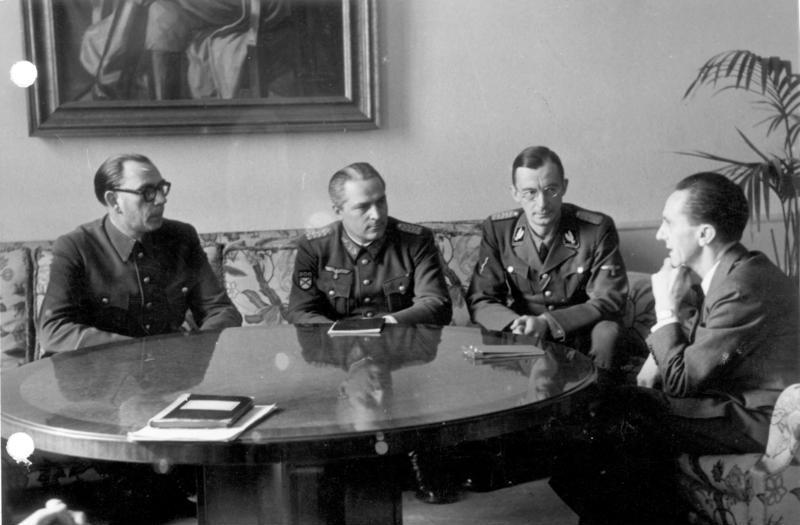
Генералы Власов и Жиленков на встрече у Геббельса, февраль 1945

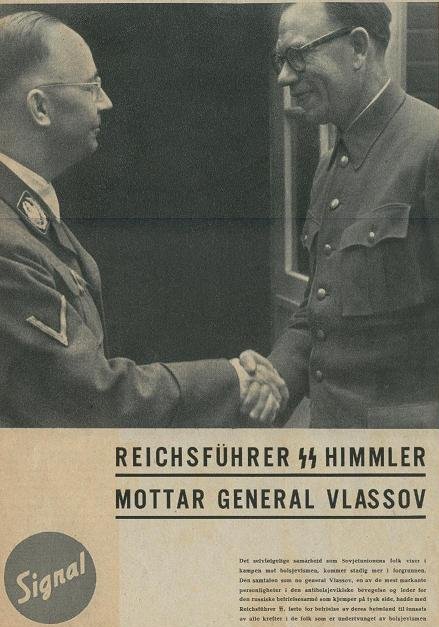
Власов и Гиммлер

Результатом встречи стало учреждение КОНР и написание его манифеста как политической программы: она говорила о недопустимости национального угнетения и принудительного труда, провозглашала верность революции 1917 года, оба этапа революции трактовались как исторически обоснованные и поддержанные народом, в «Новой России» манифест обещал основные демократические права и свободы при «народной государственности без большевиков и эксплуататоров» и защитой «социальной справедливости» со стороны государства. Хотя среди составителей был последователь Зыкова Ковальчук, от программ НТС в манифест перешла формулировка «национально-трудовой строй», привнесённая членом НТС Зайцевым, но составители трактовали её максимально широко: для Зайцева это было определение положение человека в обществе по результатам личного труда, для Власова она значила принцип народного управления. На провозглашении манифеста присутствовали руководители оккупационного режима в Чехии Э. Гаха и К. Г. Франк, представители СС, белоэмигранты В. Бискупский, А. фон Лампе и А. Туркул, атаман Краснов и генерал-майор Шкуро, представители Японии. Поздравления и приветствия были получены от Гиммлера, Риббентропа, нескольких германских генералов и Квислинга, Павелича и иных руководителей европейских марионеточных государств. Вечером того же дня был устроен банкет. Помимо русских, в КОНР должны были присутствовать и другие «народы России», Гиммлер мыслил его как представительство разных национальностей под руководством «великороссов», но националисты в основном этой идее противились, так как продолжающееся противоборство нацистских бюрократических ведомств, а именно, Гиммлера и СС против Розенберга и Остминистериума, всячески поддерживавших нерусских националистов СССР и создававших различные национальные организации и комитеты, им это позволяло, и, например, украинские коллаборационисты организовали свой УНК, хотя в КОНР Украину представлял Ф. П. Богатырчук, а Беларусь — Н. Будзилович. Была проведена встреча Жиленкова со Степаном Бандерой для обсуждения возможного сотрудничества, но тот, по свидетельству Жиленкова, отказался: «какая бы Москва ни была, всё равно русские останутся врагами Украины, они принесли большевизм на Украину, поэтому никаких дел с москалями иметь не хочу».
Создание КОНР впоследствии знаменовало собой переход всего коллаборационистского движения под руководство власовцев: в 1945 году КОНР были переданы часть бригады Каминского после его расстрела, несмотря на протесты со стороны Буняченко, формально были переданы Казачий Стан и белоэмигрантский Русский корпус.
До 1945 года Власов всё ещё не был военным деятелем. Однако его генералитет и до создания КОНР участвовал в боях с западными союзниками: например, Буняченко за участие в битве при Сен-Ло во Франции против США, во главе сводного полка власовцев 26 июня — 7 июля 1944 года, был награждён Железным крестом 2-го класса.
Другой стороной взаимодействия Власова на Гиммлера были попытки добиться улучшение условий жизни «перемещённых лиц»; отчасти беспокойство об «остарбайтерах», помимо других мотивов, определяли лояльность Власова нацистам; большинство переговоров Власова с нацистами об «остарбайтерах», однако были безрезультатными. С учреждением КОНР у власовцев появилась возможность предпринимать практические действия по защите прав «остарбайтеров»: было создано специальное Гражданское управление, формально возглавляемое Д. Е. Закутным, но реально управляемое Ю. К. Майером. У власовцев были амбициозные планы по улучшению положения «остарбайтеров», Власов требовал не идти на уступки и сам участвовал в переговорах, но нацисты оказывали сопротивление, зачастую пассивное. Майер надеялся организовать представительства КОНР при DAF по всей Германии, некоторое время они существовали при СС как «летучие комиссии», но не принесли особых результатов, только в двух случаях лагерных начальников удалось отдать под суд; под давлением КОНР был принят циркуляр Гиммлера от 26 января 1945 года, запрещавший телесные наказания и иные виды физического, а также морального воздействия, при невыполнении условий циркуляр грозил смещением, заключением (при хищении продуктов) или расстрелом (при отягчающих обстоятельствах); в продовольственном плане решено было уравнять «остовцев» со «второй категорией» иностранных рабочих: французами, бельгийцами, голландцами; КОНР удалось добиться выполнения закона, заменявшего знак «OST» на «национальные знаки», но полностью отменить не удалось. Недовольство нацистов как в идеологии КОНР, так и в его попытках представлять остарбайтеров, было выражено в документе Министерства пропаганды:

Власовское движение не чувствует себя настолько связанным с Германией, чтобы идти с нею на «пан или пропал». Оно имеет сильные англофильские симпатии и играет идеей возможной перемены курса… <Оно> не национал-социалистично. В то время как национал-социалистическая идеология действует взрывчато… (что доказано опытом Каминского), власовское движение является жидкой настойкой из либеральной и большевистской идеологий. Важно и то, что оно не борется с еврейством и вообще не признаёт еврейского вопроса. Власовское движение высмеивает национал-социалистическое мировоззрение. Оно не является русской формой большого народного возрождения, каковыми были фашизм в Италии, национал-социализм в Германии, и потому оно может рухнуть. Практически же из всего этого следует вывод, что за Власовским движением необходимо внимательно следить и никакой власти распоряжаться «остарбайтерами» ему не следует предоставлять.— Обзор деятельности отдела работ д-ра Тауберта (антибольшевизм) рейхсминистериума пропаганды до 31. 12. 1944

Власов и солдаты РОА

Йоахим Хоффманн, анализируя публичные выступления Власова и Трухина конца 1944 года, писал, что надежда на успех руководства КОНР покоилась «не столько на реальной силе формирований, сколько на силе политического и пропагандистского воздействия». На момент создания КОНР главной целью Власова и его окружения было стать как можно более сильными в военном отношении, чтобы после крушения Третьего Рейха, которое, по его расчётам, должно было произойти в конце 1945 года, выступить в неизбежном, как он полагал, конфликте западных держав с СССР в качестве «третьей силы» и попытаться осуществить свои политические задачи с помощью Великобритании и США. 28 января 1945 года РОА получила юридический статус вооружённых сил союзной державы нацистской Германии и её командование в одностороннем порядке заявило о нейтралитете по отношению к США и Великобритании Один из сподвижников Власова, Юрий Мейер, описывал следующий разговор:
...по его <Власова> мнению, противоречия между союзниками, с одной стороны, и большевиками, с другой, были столь сильны, что разгром Германии должен был быть как бы автоматически немедленным началом боевых действий великих демократий против ещё злейшей формы диктатуры, чем национал-социализм, — против большевизма. И вот тут-то наличие освободительной русской армии могло быть только подарком для союзников. В. В. Бискупский со свойственной ему прямолинейностью назвал это чистейшей фантазией..., но в конце концов замолчал, не желая отнимать у Андрея Андреевича веры в ту иррациональную справедливость, которая должна была спасти его начинания.
Штрик-Штрикфельдт приводил слова Власова из их последнего разговора 23 апреля, в которых он разделял мнение Бискупского:

Я — проиграл, и меня будут звать предателем, пока в России свобода не восторжествует над советским патриотизмом. Я уже говорил вам, что не верю, чтобы американцы стали помогать нам. Мы придём с пустыми руками. Мы — не фактор силы. Но когда-нибудь американцы, англичане, французы, может быть и немцы, будут горько сожалеть, что из неверно понятых собственных интересов и равнодушия заглушили надежды русских людей на стремление к свободе.

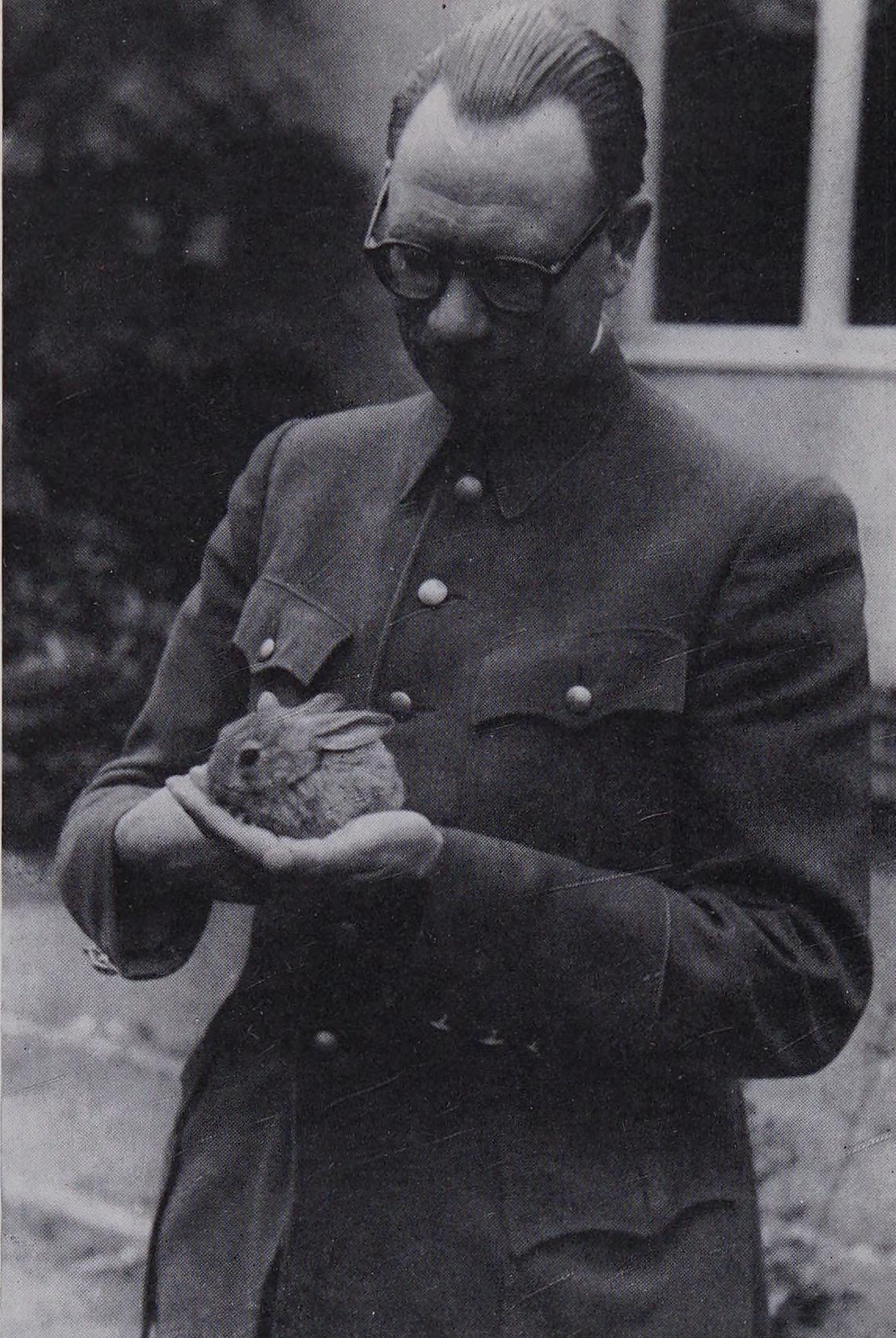
Власов с кроликом

С января независимость РОА от нацистов стала демонстрироваться в символических решениях: в феврале на параде в Мюнзингене был поднят российский триколор, ранее не принимавшегося нацистами в качестве официального символа РОА, и был утверждён флагом РОА и КОНР, вышел приказ о снятии с мундиров РОА нашивок с нацистским рейхсадлером, поддержка РОА Третьим Рейхом была оформлена как кредит, при этом настроения в РОА были пессимистичными и резко антинемецкими. Пессимистичной была и речь Власова: «Знамя освобождения будет водружено когда-нибудь на родине, если не нами, то нашими собратьями. Многие из нас не доживут до этого дня, но он придёт». Меандров говорил, что Власов, будучи окружён СС, «слишком тесно связался с немцами», и выражал готовность возглавить движение вместо него; Гиммлер и СС затягивали с формированием 2-й дивизии КОНР.
Весной 1945 года командовавший Первой дивизией РОА Сергей Буняченко стал с начала марта 1945 года идти на конфликт с немецким командованием: так, он стал оспаривать приказ о переводе дивизии в Померанию, заявив, что подчиняется только Власову, намереваясь как можно скорее добраться до границы со Швейцарией. Власов не поддержал план Буняченко и организовал марш до Нюрнберга, в ходе которого к дивизии присоединились «бежавшие русские военнопленные, беглые остарбайтеры и даже русские добровольцы из частей Вермахта, расположенных вблизи от пути, которым следовала дивизия», из которых был сформирован резервный отряд в 5000 человек, которому, однако, немцы не могли дать оружия. 6 апреля дивизии было приказано ликвидировать советское предмостное укрепление на Одере; после новой попытки сопротивления со стороны Буняченко Власов подтвердил приказ, однако в личной беседе, видимо, сказал, чтобы после отражения атаки он отступил и, сославшись на отсутствие новых приказов Власова и его самого прекратил действия; видимо, подтверждение приказа перед немцами было условием создания новых воинских частей РОА. Власов уехал и не появлялся; Буняченко передали, что за неповиновение он и Власов будут разоружены, а затем отказали в снабжении продовольствием; Буняченко заявил о выступлении на юг и готовности применить силу в случае сопротивления немцев, после чего нарушал немецкие приказы до 27 апреля, но согласился вести действия против РККА для пополнения продовольствия. Фердинанд Шёрнер, пытавшийся вести с Буняченко переговоры, объяснял, что из-за положения на фронте «некогда было тратить время на расправу» с дивизией. В Чехословакии Власов при немцах осудил неповиновение со стороны Буняченко, однако в личной беседе его полностью одобрил, сказав, что не может прямо его поддержать из-за заботы о менее организованных русских соединениях.
В начале мая 1945 года генерал вермахта фон Туссен предъявил Буняченко ультиматум: «если дивизия уклонится от в своё время предписанного маршрута и уклонится от выполнения поставленной ей в связи с этим задачи — против дивизии будет применена вооруженная сила»; «Буняченко не мог отказаться от движения на юг и выступить на фронт под Брно, поэтому независимо от позиции власовцев при восстании в Праге против них была бы применена вооруженная сила». Тогда же происходили мелкие стычки между РОА и полевой жандармерии, в начале мая произошла перестрелка с группой эсэсовцев после отказа последних показать власовцам документы; после избиения власовцы взяли их в плен, прибывший Власов приказал их отпустить.

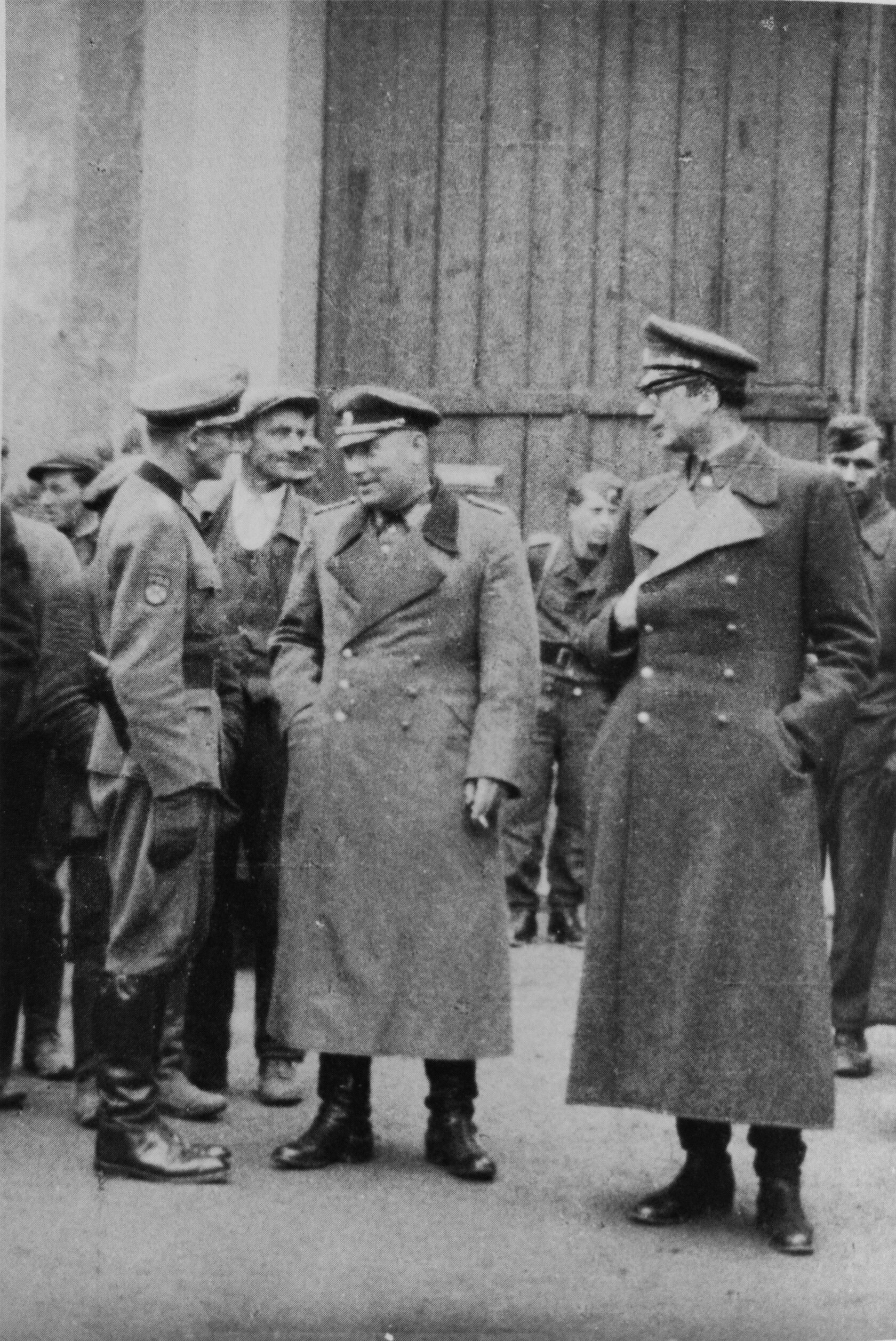
Сахаров, Буняченко и Власов в Мюнзингене

По вопросу об участии 1-й дивизии в РОА было проведено собрание офицеров с участием Власова. Власов выступил против намерения 1-й дивизии и Буняченко поддержать Пражское восстание, главным образом так как считал, что это могло плохо отразиться на положении других частей РОА и задержать соединение дивизии с Южной группой Трухина, также считал неэтичным выступление против «союзников», но прямого воздействия оказать не мог, так как до этого поощрил неповиновение Буняченко немцам, дав ему полную самостоятельность в командовании 1-й дивизией. По свидетельству полковника Архипова, единственного поддержавшего позицию Власова, он покинул собрание со словами: «Если мои указания не являются для вас обязательными — мне здесь делать нечего!» По другим свидетельствам, изначально удручённый Власов отреагировал менее драматично и решил не вмешиваться. В дальнейшем Власов был вынужден наблюдать за ходом боёв, в ходе чего изменил позицию. Так или иначе, дивизия выступала от имени Власова и КОНР: дивизионный отдел пропаганды занялся вывешиванием портретов Власова и раздачей листовок с призывами к совместной борьбе с фашизмом и «большевизмом».

### Пленение Красной армией, суд и казнь

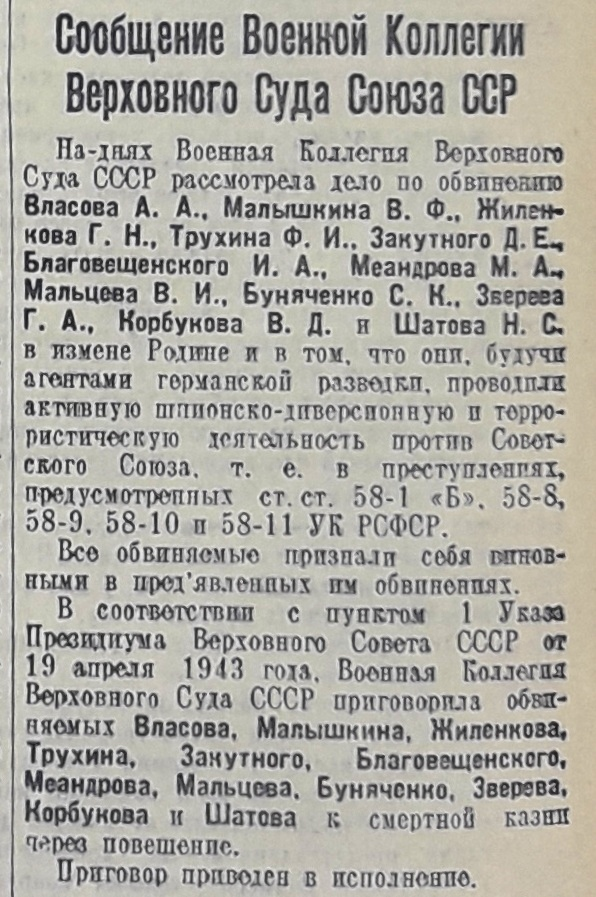
Сообщение о приговоре «власовцам» по обвинению в работе на нацистскую разведку и «шпионско-диверсионной и террористической деятельности» в соответствии с 58-й статьёй

В конце апреля 1945 года испанский диктатор Франсиско Франко предоставил Власову политическое убежище и послал за ним специальный самолёт, который был готов доставить Власова в Испанию. Власов отказался бросить своих солдат. 12 мая 1945 года американский комендант оккупационной зоны, на территории которой находился Власов, капитан армии США Р. Донахью предлагал тайно вывезти Власова вглубь американской оккупационной зоны, снабдив его продовольственными карточками и документами. Власов в третий раз в своей жизни отказался оставить своих подчинённых; ночью Власов занялся составлением меморандума командованию 3-й армии США, посредством которого надеялся добиться для всех своих служащих пропуска в американскую оккупационную зону и писал, что готов пройти через открытый суд под юрисдикцией любого демократического государства. В тот же день, направляясь вглубь американской зоны оккупации в штаб 3-й армии США в Пльзень в Чехословакии, чтобы добиваться политического убежища для солдат и офицеров ВС КОНР, Власов был захвачен военнослужащими 25-го танкового корпуса 13-й армии 1-го Украинского фронта неподалёку от города Пльзень, которые преследовали небольшую колонну Власова по указанию капитана-власовца П. Г. Кучинского, сообщившего им, что именно в ней находился его командующий. Пленивший Власова генерал Е. И. Фоминых писал, что Власов был найден на полу джипа завёрнутым в ковёр. Это представляется маловероятным, учитывая внутреннее пространство в джипе и телосложение Власова:113; этой детали нет в других воспоминаниях и в официальных советских донесениях о пленении Власова. Фоминых также вспоминает, что он потребовал от Власова написать приказ о сдаче РОА в плен Красной армии и полном разоружении, в случае отказа пригрозив уничтожить солдат РОА. Власов написал:

Я нахожусь при командире 25-го танкового корпуса генерала Фоминых. Всем моим солдатам и офицерам которые верят в меня приказываю немедленно переходить на сторону Красной армии.
Военнослужащим 1 Русской дивизии генерала-майора Буняченко, находящегося в расположении танковой бригады полковника Мищенко немедленно перейти в его распоряжение.
Всем гарантируется жизнь и возвращение на родину без репрессий.

Этот приказ не мог быть исполнен: КОНР на тот момент управлял уже Меандров, 1-я дивизия была распущена, а приказ не имел нужной атрибутики. Власов был доставлен в штаб маршала И. С. Конева, оттуда в Москву. С этого момента и до 2 августа 1946 года, когда в газете «Известия» было опубликовано сообщение о суде над ним, о Власове ничего не сообщалось:113.
На допросах, в ходе которых к Власову, вероятно, применялись пытки, он признал измену Родине и другие пункты обвинения, некоторые с оговорками: так, он признал, что под его руководством находились «контрразведка и суд РОА, репрессировавшие антифашистов», но категорически отрицал, что лично подписывал смертные приговоры арестованным, обвинённым в работе против РОА и нацистов. Позже этот пункт обвинения подтвердили другие обвиняемые. При КОНР действительно существовала небольшая и малоактивная контрразведка, нужная для выявления в рядах КОНР враждебных агентов; известен всего один случай вынесения Власовым смертного приговора: после ареста 18 человек, главным образом рядовых, заподозренных как советских агентов, 12 из них были оправданы и освобождены, виновность остальных 6 была сочтена доказанной; Власова после колебаний убедили подписать им приговор, так как иначе за них могло взяться гестапо, испортив КОНР репутацию. В остальных случаях арест контрразведкой сопровождался отстранением от службы или оправданием: ряд офицеров, арестованных за просоветские высказывания, быстро вернулись к службе, группа Погромского, намеревавшаяся убить Архипова и перейти на сторону РККА, была освобождена по приказу Власова и в Праге перешла к просоветскому Сопротивлению; из 1-й дивизии за историю существования КОНР было удалено всего 40 человек. О том, что он подписал приговор только вышеупомянутым 6, Власов прямо сказал на суде.
Свою мотивацию на допросах Власов объяснял следующим образом:
Генерал Власов. История предательства (The Vlasov Case: History of a Betrayal):

…начиная с 1937 года я враждебно относился к политике советского правительства, считая, что завоевания русского народа в годы гражданской войны большевиками сведены на нет. Неудачи Красной армии в период войны с Германией я воспринял как результат неумелого руководства страной и был убежден в поражении Советского Союза. Я был уверен, что интересы русского народа Сталиным и советским правительством принесены в угоду англо-американским капиталистам.

Власов и другие руководители КОНР на суде, 1946 г.

Сначала руководство СССР и лично Абакумов планировали провести публичный процесс над Власовым и другими руководителями РОА в Октябрьском зале Дома Союзов, однако, опасаясь изложения подсудимыми на открытом процессе антисоветских взглядов, «которые объективно могут совпадать с настроениями определённой части населения, недовольной советской властью», руководители процесса В. С. Абакумов и В. В. Ульрих обратились 26 апреля 1946 года к Сталину с просьбой «дело предателей <…> заслушать в закрытом судебном заседании <…> без участия сторон», что и было сделано. Власов, видимо, на допросах и суде охотно критиковал Сталина и его режим: историк Кирилл Александров отмечает, что на процессе по делу Власова велась не стенограмма, а «краткая и схематичная запись процесса в интерпретации секретарей ВК СССР» в виде протокола, который «поэтому не может служить достоверным источником», а из письма Абакумова опубликованы только отдельные выдержки. На допросах многие высказывания Власова были опущены; среди записанных были, например, о формировании антисоветского движения на Западе и продолжении борьбы внутри СССР, о возможности государственного переворота, о разговорах с Гиммлером о приходе к власти Жданова и Жукова в результате падения Сталина.
Из уголовного дела А. А. Власова:

Ульрих: Подсудимый Власов, в чём конкретно признаёте себя виновным?
Власов: Я признаю себя виновным в том, что находясь в трудных условиях, смалодушничал…

Похоже, что на суде Власов пытался взять всю ответственность на себя, очевидно, полагая, что таким образом он сможет смягчить приговоры для своих подчинённых:115.
Решение о смертном приговоре в отношении Власова и других было принято Политбюро ЦК ВКП(б) 23 июля 1946 года. С 30 по 31 июля 1946 года состоялся закрытый судебный процесс по делу Власова и группы его последователей. Все они были признаны виновными в государственной измене. По приговору Военной коллегии Верховного Суда СССР они были лишены воинских званий и 1 августа 1946 года повешены, а их имущество было конфисковано:116. Тела казнённых кремировали в Донском крематории, прах ссыпали в одну из могил невостребованных прахов Донского кладбища, куда в годы советской власти десятилетиями ссыпали прахи расстрелянных в Москве «врагов народа». В опубликованном сообщении о казни говорилось, что Власов приговорён к казни по обвинению в работе на нацистскую разведку и «шпионско-диверсионной и террористической деятельности» в соответствии с 58-й статьёй; в 2001 году эта часть обвинения была снята.

## Оценки Власова современниками
Надзиравший за Власовым в РОА офицер СД Ю. Л. Хмыров-Долгорукий, на суде над Власовым выступавший как его личный адъютант, вспоминал, что гитлеровцы всегда хотели видеть во главе РОА не Власова, а Дмитрия Карбышева, и последний раз предлагали Карбышеву возглавить РОА уже после заключения в лагерь Флоссенбург.
Алексей Исаев отмечал, что многие сослуживцы Власова по РККА, писавшие после войны мемуары, были поставлены в неловкое положение:

 Напишешь про бывшего командующего хорошо — скажут: «Как же ты гада такого не разглядел?» Напишешь плохо — скажут: «Почему не бил в колокола? Почему не доложил и не сообщил куда следует?»
Например, один из офицеров 32-й танковой дивизии 4-го механизированного корпуса описывает свою встречу с Власовым так: «Высунувшись из кабины, заметил, что командир полка разговаривает с высоким генералом в очках. Узнал его сразу. Это командир нашего 4-го механизированного корпуса. Подошёл к ним, представился комкору». Фамилия «Власов» на протяжении всего повествования о боях на территории Украины в июне 1941 года вообще не упоминается.
Михаил Катуков предпочёл не упоминать, что его бригада была подчинена армии, которой командовал Власов, а бывший начальник штаба 20-й армии Западного фронта Леонид Сандалов в мемуарах обошёл неприятный вопрос о знакомстве со своим командармом с помощью версии о болезни Власова. Позднее эта версия была поддержана и развита другими исследователями, которые утверждали, что с 29 ноября по 21 декабря 1941 года полковник Сандалов исполнял обязанности командующего 20-й армией Западного фронта, и именно под его фактическим руководством 20-я армия освободила Красную Поляну, Солнечногорск и Волоколамск.
Если Власов и упоминался в мемуарах советских военнослужащих, то скорее в негативном ключе. Например, кавалерист Андрей Стученко пишет:

Неожиданно в трёхстах-четырёхстах метрах от передовой из-за куста вырастает фигура командующего армией Власова в каракулевой серой шапке-ушанке и неизменном пенсне; сзади адъютант с автоматом. Моё раздражение вылилось через край:
— Что вы тут ходите? Смотреть здесь нечего. Тут люди зря гибнут. Разве так организуют бой? Разве так используют конницу?
Подумалось: сейчас отстранит от должности. Но Власов, чувствуя себя неважно под огнём, не совсем уверенным голосом спросил:
— Ну и как же надо, по вашему мнению, наступать?

Примерно в том же духе высказался Кирилл Мерецков, пересказывая слова начальника связи 2-й ударной армии генерала Алексея Афанасьева: «Характерно, что в обсуждении намечаемых действий группы командарм-2 Власов никакого участия не принимал. Он совершенно безразлично относился ко всем изменениям в движении группы». Исаев предположил, что это описание может быть «сравнительно точным и объективным», так как Афанасьев стал свидетелем надлома личности Власова, приведшего к предательству: в плен командующий 2-й ударной попал буквально через несколько дней после «обсуждения намечаемых действий» (см. Любанская наступательная операция).
Маршал Александр Василевский, ставший весной 1942 года начальником генерального штаба РККА, писал в мемуарах о Власове также в негативном ключе:

«Командующий 2-й ударной армией Власов, не выделяясь большими командирскими способностями, к тому же по натуре крайне неустойчивый и трусливый, совершенно бездействовал. Создавшаяся для армии сложная обстановка ещё более деморализовала его, он не предпринял никаких попыток к быстрому и скрытному отводу войск. В результате всего войска 2-й ударной армии оказались в окружении».

Однако, несмотря на негативные высказывания, имеется и положительная характеристика Власова со стороны солдат, которые принимали участие в Битве за Волхов под его командованием.

Полковник Донат Жеребов (в 1942 — капитан, начальник штаба 539-го отдельного саперного батальона) вспоминал о результатах смены командования так : 
Когда Власов принял армию, <…> то у нас в штабе фронта, где мне часто приходилось бывать, сразу же пошли разговоры, что Власов там начал наводить порядок. Но было поздно. Армию к тому времени уже окончательно загубили Мерецков и Клыков
Другой ветеран, младший воентехник 1102-го стрелкового полка 327-й стрелковой дивизии N приехал в один из поисковых отрядов и бесстрашно заявил перед кинокамерами :
«Если бы Власов не появился в апреле 42-го, мы бы все бы здесь сдохли. Наша группа вынесла знамя полка из окружения, нас несколько человек из штаба полка оставили здесь, если бы не Власов, нас Хозин бы здесь сгноил. Мы стояли здесь потому, что Власов был с нами. Мы намертво стояли всю весну, Власов каждый день, то в артполку, то у нас, то у зенитчиков — всегда с нами, если бы генерала не было, мы бы сдались ещё в мае»
По словам директора Института стратегических исследований российского историка Леонида Решетникова:

Для советских людей «власовщина» стала символом предательства, а он сам — иудой того времени. Дело доходило до того, что однофамильцы писали в анкетах: «Родственником генерала-предателя не являюсь».
В связи с этим были затруднены и поисковые мероприятия в районе Мясного Бора. Местные власти придерживались версии, что «в Мясном Бору лежат предатели-власовцы». Это избавляло их от лишних хлопот по организации похорон, а государство — от затрат на помощь семьям погибших. Только в 1970-х годах благодаря инициативе поисковика Н. И. Орлова у Мясного Бора появились первые три воинских кладбища.
Оценки Власова в среде белоэмигрантов и эмигрантов «второй волны», участвовавших в Освободительном движении народов России (ОДНР), а также политических деятелей нацистской Германии в целом носят положительный характер. Так, на 9-м съезде «власовской» организации Союз борьбы за освобождение народов России (СБОНР) была обнародована статья «Трагедия А. А. Власова и созданного им дела» Ф. П. Богатырчука, в прошлом члена президиума КОНР, отражавшая его отношение к личности и деятельности Власова. Богатырчук заявил, что для него «образ Власова был и есть кристально чистым. Его гибель незаменимая потеря в деле борьбы против коммунизма».

## Историография, историческая память и политика

### В СССР

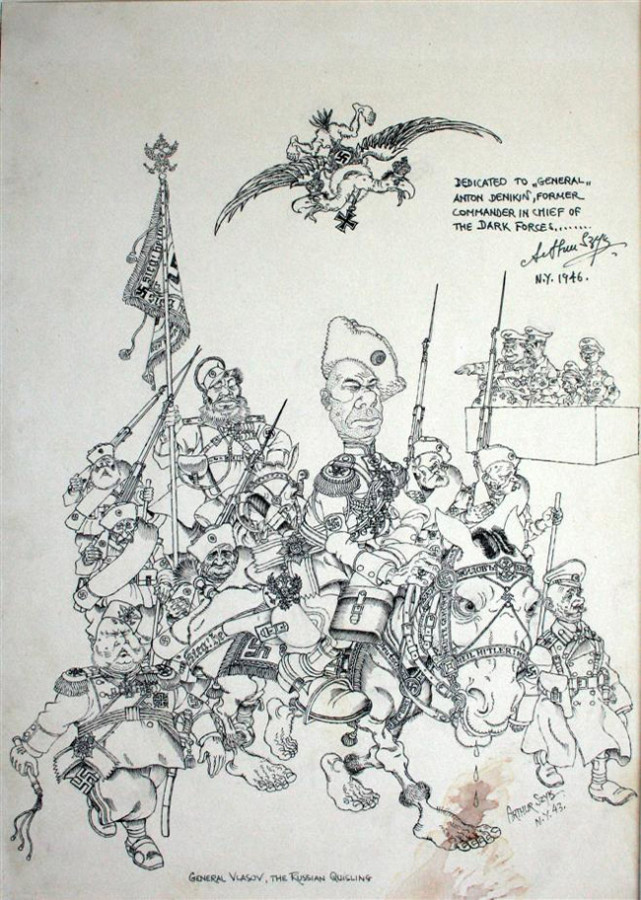
Карикатура Артура Шика «Генерал Власов — русский Квислинг» (1943) с посвящением Деникину (1946) изображает Власова крайним реакционером в окружении белогвардейцев; над Власовым — российский имперский двуглавый орёл

Переход командующего 2-й ударной армии Власова на службу к немцам был одним из самых неприятных для советской историографии эпизодов войны. Были и другие офицеры Красной армии, ставшие на путь борьбы с Советской властью, но Власов был самым высокопоставленным и наиболее известным из всех. В советской историографии не предпринималось попыток проанализировать мотивы его поступка — его имя или автоматически очернялось или, в лучшем случае, просто замалчивалось. Сам Власов, как правило, трактовался как безыдейный оппортунист, а его политическая платформа — как крайне реакционная. Так, Пражский манифест КОНР, провозглашавший верность идеалам революции 1917 года, характеризовался как «отвратительный гибрид власовщины и белогвардейщины», «удивительная смесь национал-социализма… черносотенных лозунгов, близких по духу лозунгам недоброй памяти „Союза Михаила Архангела“, и программы белоэмигрантского НТС», «гитлеровский документ», «гнусный документ».
Никита Соколов отмечает, что советский нарратив о Власове как о главном предателе и символе коллаборационизма был преувеличен: другие русские части в составе вермахта, такие как казаки и хиви, были гораздо более многочисленными и успешными «проектами», а Власов просто лучше подходил на роль в качестве образа классического «предателя»: «Его история сравнительно удобна для советской трактовки: вот злодей, предатель, нарушитель присяги… Кстати, надо иметь в виду, что во власовской армии было очень много тех, кто не был советским гражданином и никакой присяги не нарушал».

### В эмиграции
После войны в эмиграции не появилось единого нарратива о власовцах, и первые годы Холодной войны отметились конфликтами между пережившими войну и отправку обратно в СССР западными союзниками власовцами низших рангов и эмигрантами первой волны, к помощи которых так или иначе приходилось обращаться из-за крайне шаткого положения на Западе: власовцам необходимо было доказать Западным спецслужбам свою идеологическую надёжность через верность идеалам либеральной демократии и антикоммунизм, и в таком случае они могли бы быть полезны американской разведке, а в противном — их ждали бы репатриация и наказание в СССР. Конфликты были вызваны и идеологическими мотивами, будучи конфликтами между двумя волнами эмиграции. Первое время власовцы прибегали к помощи бывших в КОНР монархистов и белогвардейцев, таких как Константин Кромиади: хотя бывших белоэмигрантов было в КОНР было крайне мало по сравнению с гражданами СССР, первое время именно они создавали нарратив о власовцах и были новыми политическими лидерами из-за того, что были натурализованными гражданами стран Запада; Кромиади и другие монархисты начали выстраивать нарратив о власовском движении как о части белого движения, единой тридцатилетней «христианской войны» «освободительного движения от коммунизма», хотя большинству оставшихся «перемещённых лиц», выросших прежде всего на советской культуре, белые идеи отнюдь не были близки, и между СБОНР и другими власовскими организациями завязался конфликт, а нарратив не был принят; и этот нарратив, однако, до сих пор продолжает находить сторонников в России.
Позже с новым нарративом выступил авторитетный в эмиграции деятель, меньшевик Борис Николаевский, который после посещения лагерей для перемещённых лиц составил мнение о власовцах как о движении, по духу и идейно демократическом и даже антинацистском, и позже обращал внимание на конфликты власовцев с нацистами; в своём нарративе, в отличие от монархистов, он мог прямо ссылаться на текст Пражского манифеста, провозглашавшего верность идеалам революции 1917 года, и другие документы, хотя и в его публикациях присутствовали фактические ошибки: например, Кромиади он назвал демократом. По мнению Николаевского, власовцы стремились не продолжить белое движение, а повторить ленинский опыт превращения войны в революцию: «превращени[е] войны из войны государств в войну гражданскую против правительства Сталина… Авторы явно прошли хорошую большевистскую школу и твердо помнили „апрельские тезисы“ Ленина». Роман Гуль, однако, считал, что власовцы пользовались Николаевским как «прямым и ЧИСТЫМ ходом в Вашингтон», принимая его левый нарратив, в котором они назывались «пораженцами»; для меньшевиков работа с власовцами, советскими гражданами, была единственной возможностью приблизиться к СССР. Скоро среди меньшевиков начался конфликт из-за вопроса о том, могли ли люди, работавшие на нацизм, руководствоваться не только демократическими, но и хотя бы патриотическими или идейными мотивами; главным оппонентом Николаевского выступил Борис Двинов, занявший во время войны «оборонческую» позицию. В итоге одним из компромиссов было предложение осудить руководство КОНР как пособников уничтожения собственной страны, считая коллаборационизм остальных власовцев лишь ошибкой, за которую они должны принести покаяние, однако власовцы отказывались признать неправоту своего вождя; в полемике СБОНР и меньшевиков звучали взаимные обвинения в пособничестве коммунизму или нацизму, что грозило для каждой из сторон неблагосклонностью западных спецслужб; со стороны СБОНР зазвучали резко националистические и, возможно, антисемитские ноты, и из-за этой полемики левый нарратив власовские организации не приняли. Его оппоненты прежде всего возражали, что власовцы действовали не по политическим мотивам, а для спасения собственной жизни, и Власов был не более чем пропагандистским орудием в руках нацистов:16, также говорилось, что они сознательно потворствовали уничтожению своего народа, а демократическая программа была лишь способом заручиться возможной поддержкой Запада после поражения Третьего Рейха. С другой стороны, эту версию поддержали некоторые левые эмигранты, и в ходе полемики Двинов всё же по крайней мере отчасти признал правоту своих оппонентов: «За всю тысячелетнюю историю России… не было до того случая образования, или попытки образования русской национальной армии, которая бы сражалась на стороне врага». Александр Даллин основывался прежде всего на немецких документов, но полемику эмигрантов также изучил; он оценил (как и позже Андреева) движение Власова как результат межведомственной борьбы нацистской бюрократии в обход Гитлера, про личность самого генерала заключив, что он «не был марионеткой — в этом, с немецкой точки зрения, и заключались как непреходящая ценность генерала, так и его потенциальная опасность»; по его оценке, изначально был обречён не только он, но даже эмигрантская идея «третьей силы»: «не существовало никакого жизнеспособного третьего варианта», так как противоборствующие режимы «не допустил[и] бы вакуума власти — равно как и необоснованных претензий на власть со стороны нового, самостоятельного конкурента»
Р. Конквест сравнивал РОА с ирландскими революционерами и коллаборационистами Бирмы и Индонезии и писал, что «единственной целью» Власова была «демократическая Россия».
Позже контуры левого нарратива, обозначившие власовцев как идейную оппозицию тоталитаризму с демократической программой, вызванную жестокой политикой 1930-х годов, сохранились в работах таких историков, как Екатерина Андреева и Кирилл Александров; Бенджамин Тромли считает, что в монографии Андреевой обойдены стороной «противоречивые вопросы», такие как условия набора в РОА, «работа эмигрантов в нацистских органах безопасности, глубокая внутренняя вражда в рядах КОНР». Екатерина Андреева была британским историком, её монография — на данный момент единственная вышедшая монография о РОА, написанная на английском; помимо неё, свои исследования опубликовали Йоахим Хоффман и Юрген Торвальд, в которых схожие взгляды также просматривались. А. Мартынов оценивает работы Андреевой и Хоффмана как апологетические; в них авторы рассмотрели прежде всего идейное развитие власовцев. В частности, Андреева отмечала во власовцах «не до конца преодолённый большевизм». Хоффман писал, что будучи провальной попыткой, власовское движение «стало легендой», подобно антигитлеровскому заговору 20 июля и восстанию Костюшко, хотя у этих «попыток» были совершенно разные цели и мотивы. Историк Джордж Фишер, которому возражала Андреева, считал движение следствием пассивности и инертности, сформированных тоталитаризмом, а в отказе слиться с нацизмом видел их преодоление.
В дальнейшем новый нарратив в публичной памяти создавался диссидентской интеллигенцией, которая «маркировала Власова, как символ страдающего русского народа»: как считает Тромли, он восходит к книге Александра Солженицына «Архипелаг ГУЛАГ»: «вовсе не попавший в плен солдат предаёт Россию — напротив, это советское государство предало своих солдат. Сталин бессмысленно жертвовал армиями. Он обращался с военнопленными, словно с предателями». В итоге возникает нарратив «Второй мировой войны, как двойной жертвы. Это идея о том, что советский народ, теперь всё чаще воспринимаемый как русский народ, выиграл войну против нацизма, несмотря на жестокость и некомпетентность советского государства. В этом контексте жертва Власова вполне уместна».
В 2009 году Архиерейский Синод РПЦ заграницей после выхода книги церковного историка и протоирея Георгия Митрофанова «Трагедия России. „Запретные“ темы истории XX века в церковной проповеди и публицистике», в которой автор выступает в защиту Власова, поддержала Митрофанова: «А. А. Власов был и остаётся своего рода символом сопротивления безбожному большевизму во имя возрождения исторической России»; по мнению РПЦЗ, предательство Власова заключалось лишь в службе в РККА.
Тромли на основании стольких нарративов, в том числе и маргинальные версии и теории заговора (см. ниже), называет Власова «пустым означающим», которому можно приписать любое значение, а Джулия Шапиро пишет, что хотя он сумел создать положительный образ себя, «его намеренно неясные убеждения делают его удобным соломенным чучелом для культурных и политических целей. На основании документов его можно представить как антибольшевистского крестоносца, русского патриота, непонятого демократа, героя-мученика и фашистскую марионетку. Восемьдесят лет спустя он всё ещё не поддаётся категоризации».

### В современной РФ
С Перестройкой и распадом СССР зародившиеся в эмиграции вышеперечисленные разноречивые нарративы о власовском движении проникли в Россию и в мейнстримные дискуссии среди историков. Критические публикации о Власове, отрицающие идейные мотивы власовцев, выпустили писатели А. Колесник, И. Левин, Н. Коняев. Видный либеральный деятель конца 1980-х — начала 1990-х годов и мэр Москвы при Ельцине Гавриил Попов написал о Власове комплиментарную книгу, говоря о, по его мнению, вкладе Власова в строительство демократической России, однако его позиция не стала мейнстримом. В 2000-е годы разные националистические организации, ассоциирующие себя с белым движением, также выступали в поддержку казнённого генерала и его юридической реабилитации. В 2010-е годы споры о Власове вышли из юридической среды в историографию: Андрей Артизов выступил с официальной позицией при подготовке сборника документов «Генерал Власов: история предательства», отрицая за Власовым какие-либо идейные мотивы; Кирилл Александров, напротив, ставил идейные мотивы на первый план в своих работах о Власове, также говоря о его поддержке среди населения. В дальнейшем Артизов поддержал лишение Александрова степени доктора наук. А. Мартынов отмечает, что подобно легенды о «чистом» вермахте, созданной его ветеранами в Германии, бывшими коллаборационистами была создана похожая легенда, и хотя «вооружённые силы Комитета Освобождения Народов России, власовской армии, которая возникла, реально стала формироваться только лишь осенью 1944 года, конечно, физически они не могли совершить преступления, но там достаточно много участников, в том числе на достаточно высоком уровне командования, которые до этого служили в других подразделениях и, мягко скажем, руки у них были отнюдь не в белых перчатках».
Хотя уже с конца 1980-х годов среди населения России стало появляться и положительное отношение к Власову, большинство россиян относится к коллаборационистам негативно, хотя и единства в российском обществе по этому вопросу нет; возрождение правого русского национализма не привело к значительной популяризации Власова, в том числе и из-за ориентации большинства русских националистов на идеи империи или панславизма, а не на сепаратистское национальное государство. Известного русского националиста Егора Просвирнина называли «власовцем», Егор Холмогоров говорил: «Просвирнин за последние годы сильно исправился в плане взглядов на власовцев. Белая армия и власовцы — принципиально разная вещь», а в тексте, подписанном Просвирниным, автор, рассматривая власовскую программу, осуждает Власова как близкого к «либеральной общественности» «скорее троцкиста», враждебного идеям национализма и «единой и неделимой России».
Н. А. Соболева отмечала, что в настоящее время в некоторых средствах массовой информации, которые назвала патриотическими, периодически появляются «нелестные высказывания о государственном флаге России» как о «власовском» триколоре, которые восходят ещё к советской историографии, хотя РОА его использовала только последние месяцы.
В 1990-е годы стал Власов приобрёл новое значение как символ предательства уже и в РФ, и его использовала КПРФ. Лидер КПРФ Г. А. Зюганов на III съезде партии заявил, что в КПСС «сложилось два крыла, а по сути два течения»: первое было крылом Ленина, Сталина, Жукова и Гагарина; второе — крылом Троцкого, Власова, Ягоды и Берии. Как отмечает Тромли, по мере перехода путинизма от либеральной риторики к консервативной и возведения мифа о победе в ВОВ, главным образом для поддержания в РФ имиджа «сверхдержавы» и «национальной доблести», и официального противодействия «фальсификациям истории в ущерб интересам России», «этот антивласовский дискурс затвердевает и принимает нарастающее внутриполитическое значение»: «теперь любая попытка фундаментально переосмыслить историю военного времени, особенно касающуюся Власова, рассматривается как отголосок политического хаоса 1990-х, распада советской империи, о котором сожалеют, и, конечно же, влияния Запада». По мнению Тромли, тема русского коллаборационизма «представлялся теперь не чем иным, как угрозой национальной безопасности», а «идея возрождения положительной памяти о генерале Власове по существу рассматривается российской властью сегодня как инструмент информационной войны против российского государства». Здесь Тромли считает показательным пример Александрова.
В 2016 году Александров в СПбИИ РАН защитил диссертацию «Генералитет и офицерские кадры вооружённых формирований Комитета освобождения народов России 1943—1946 гг.» и получил степень доктора наук. Помощник депутата Виталия Милонова и руководитель поддерживающей правительство националистической организации «Народный собор» отправил диссертацию в прокуратуру на проверку «призывов к ведению агрессивной войны», заявив, что не хочет, чтоб Александрова «казнили» или подвергли заключению: «Я хочу просто-напросто, чтобы диссертаций таких не было»; на защиту диссертации пришли участники организации, где публично обвинили Александрова в апологии власовцев; к ним присоединились и некоторые присутствовавшие учёные, сравнившие его работу с проводимым иностранцами «очернением нашей истории»; были организованы, в том числе и КПРФ, пикеты у СПбИИ с лозунгами «Бандера на Украине — Власов в России». За диссертацию Александрова преследованию не подвергли, однако в 2017 году его статья «Бандера и бандеровцы: кто они были на самом деле», опубликованная ещё в 2014 году, была признана экстремистским материалом; Министерством образования и науки Александров был лишён степени доктора наук.
В 2019 году российское посольство в Чехии выступило против установки памятника бойцам РОА в Праге, заявив, что это нарушит международные обязательства Чехии по Конвенции ООН о неприменимости срока давности к военным преступлениям и преступлениям против человечности.
В 2024 году Владимир Путин в ответ на вопрос о Русском добровольческом корпусе и других формированиях из граждан РФ, воюющих с 2022 года на стороне Украины, сравнил эти формирования, которые не назвал, «и вот та, которая вы сказали, там корпус какой-то добровольческий», с армией Власова: «было такое формирование, которое было создано предателем Родины Власовым, — власовцы… Чем они закончили — хорошо известно. Вот тогда эти люди, эти предатели и подонки воевали на стороне нацистов. <…> Сейчас есть такие же точно люди, которые воюют на стороне неонацистов, неонацистского режима. Это совершенно очевидные вещи»; заявив, что хотя «у нас нет смертной казни», «всем правоохранительным органам будут даны указания поименно выявлять всех и принимать в отношении людей, которые с оружием воюют против России», и «где найдут, там будут уничтожать».

### Альтернативные и маргинальные версии
В отдельных мемуарах можно встретить версию, что Власов попал в плен ещё раньше — осенью 1941 в окружении под Киевом — где был завербован и переброшен через линию фронта. Ему же приписывается приказ уничтожить всех работников его штаба, не захотевших вместе с ним сдаться в плен. Так, писатель Иван Стаднюк утверждает, что слышал это от генерала Сабурова. Эта версия не подтверждена обнародованными архивными документами.
По версии В. И. Филатова и ряда других авторов, генерал А. А. Власов — якобы советский разведчик (сотрудник внешней разведки НКВД или военной разведки — Разведуправления Генштаба РККА), который с 1938 года работал в Китае под псевдонимом «Волков», ведя разведывательную деятельность против Японии и Германии, а затем во время Великой Отечественной войны был успешно заброшен к немцам. Казнь Власова в 1946 году связывается с постоянными «разборками» спецслужб — НКГБ и НКВД, — в результате которой по личному решению Сталина и Абакумова Власов был ликвидирован как опасный и ненужный свидетель. Позднее якобы была уничтожена и значительная часть материалов следствия по «делу» Власова, Буняченко и других руководителей ВС КОНР. Тромли прямо называет эту версию мифотворчеством, которое считает признаком кризиса российского общества: «Если мы считаем теории заговора вариантом полуосмысленного поведения, предпринимаемого в ответ на периоды общественных кризисов, то всё встаёт на свои места. Многие советские и постсоветские героические мифы военного времени являются выдумками, пропагандистскими измышлениями, так что возможно, что и мифы о предательствах также являются выдумками. Думаю, эти теории заговора служили некой радикальной националистической, даже антисемитской программе их авторов, но для некоторых людей стали просто попыткой разобраться в запутанной отечественной истории».

## Попытки реабилитации

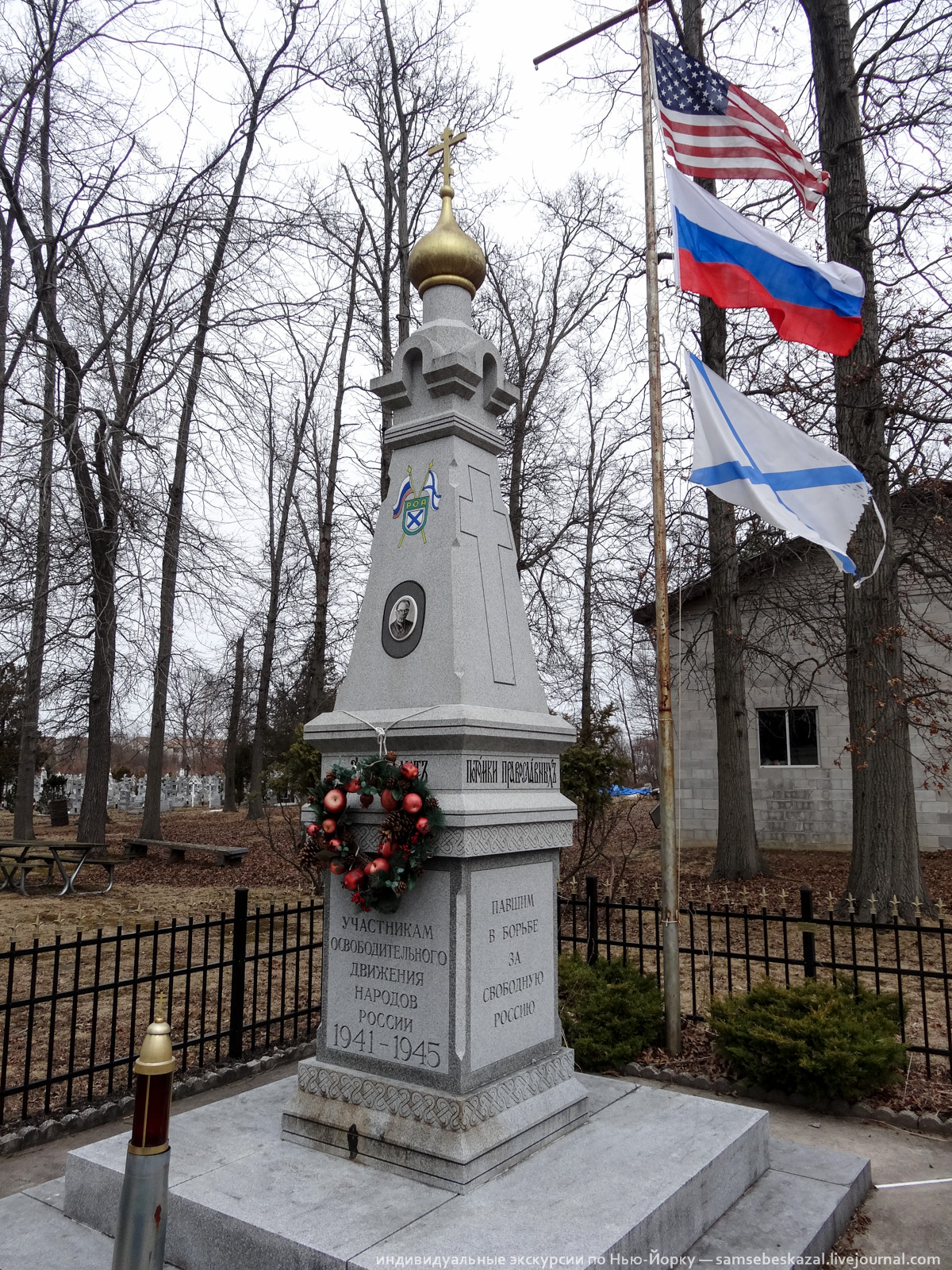
Мемориал А. А. Власову и бойцам РОА на кладбище Новодивеевского женского русского православного монастыря в, штат Нью-Йорк, США

В 2001 году с ходатайством о пересмотре приговора Власову и его соратникам в Главную военную прокуратуру обратился иеромонах Никон (Белавенец), глава движения «За Веру и Отечество». Однако военная прокуратура пришла к выводу, что оснований для применения закона о реабилитации жертв политических репрессий нет.
1 ноября 2001 года Военная коллегия Верховного Суда РФ отказала в реабилитации Власова А. А. и других, отменив приговор в части осуждения по ч. 2 ст. 5810 УК РСФСР (антисоветская агитация и пропаганда) и прекратив в этой части дело за отсутствием состава преступления. В остальной части приговор оставлен без изменения.
Имеется иная трактовка вопроса реабилитации А. А. Власова — в 1992 году Конституционный суд Российской Федерации, разбирая дело КПСС, принял официальное постановление об отмене всех репрессивных приговоров, которые были вынесены партийными органами[уточнить] — в случае с Власовым приговору Военной коллегии Верховного суда предшествовало постановление Политбюро ЦК ВКП(б); то есть принимало решение о вынесении смертного приговора Политбюро ЦК ВКП(б), а затем этот смертный приговор дублировался в заседании Военной коллегии Верховного суда. Историк Кирилл Александров, исходя из этого, считает, что реабилитация Власова и его соратников уже состоялась.
Одним из приводимых аргументов в пользу реабилитации Власова тот, что «если государство предоставляет гражданину защиту, оно вправе требовать от него лояльности», если же Советское государство отказалось подписывать Женевское соглашение и тем самым лишило своих пленённых граждан собственной защиты, то граждане более не были обязаны сохранять лояльность государству, а значит они не были изменниками:12. Что является грубым искажением смысла 82-й статьи данной конвенции: «Положения настоящей конвенции должны соблюдаться высокими договаривающимися сторонами при всех обстоятельствах. Если на случай войны одна из воюющих сторон окажется не участвующей в конвенции, тем не менее положения таковой остаются обязательными для всех воюющих, конвенцию подписавших».
В 2010 году М. И. Фролов отметил большую опасность попыток реабилитации А. А. Власова, называя в качестве их основных последствий:
- стремление к пересмотру итогов Второй мировой войны, в частности, к обесцениванию соглашений, достигнутых странами-победительницами на Ялтинской и Потсдамской конференциях, на Нюрнбергском процессе над главными нацистскими военными преступниками, к пересмотру подтверждённых Генеральной Ассамблеей ООН (11.12.1946) принципов международного права, признанных Уставом трибунала и нашедших выражение в его приговоре. Тем самым могут быть достигнуты различные негативные для России геополитические, идеологические и финансовые последствия.
- оправдание коллаборационизма в других странах (в частности, в Прибалтике и на Украине), стремление найти морально-психологическое оправдание поступкам антисоветских политических деятелей и сил, а также формирование общественного сознания, признающего правильный сепаратизм.
- изменение ценностных ориентиров в обществе, стремление убрать источники позитивного самоощущения народа, обесценив победу в Великой Отечественной войне с помощью подмены понятий «измена — доблесть», а «трусость — героизм».

По мнению историка, «представлять предателя Власова, коллаборационистов „в роли“ борцов за Россию, за русский народ не что иное, как недостойная с нравственной точки зрения потуга, сознательное, преднамеренное извращение фундаментальных ценностей российского общества — патриотизма, любви к Родине, беззаветного служения интересам её народа».

## Власов и другие окруженцы
Многие из бойцов 2-й ударной армии, оставшихся в окружении, держались до конца, в плен попали в основном бойцы, захваченные в коридоре, и легкораненые из крупных госпиталей. Многие под угрозой пленения застрелились, как, например, член Военного совета армии дивизионный комиссар И. В. Зуев. Другие смогли выйти к своим или пробраться к партизанам, как, например, комиссар 23-й бригады Н. Д. Аллахвердиев, ставший командиром партизанского отряда. В партизанских отрядах сражались также воины 267-й дивизии военврач 3-го ранга Е. К. Гуринович, медсестра Журавлёва, комиссар Вдовенко и др.
Однако большинство попало в плен, в основном, будучи совершенно обессиленны, нередко раненые, контужены, в полубессознательном состоянии, как, например, М. М. Залилов (Муса Джалиль; многие не успевали даже выстрелить по врагу. Но несколько офицеров, перешедших на сторону врага, являются исключением из общего правила: помимо генерала А. А. Власова присяге изменили командир 25-й бригады полковник П. Г. Шелудько, офицеры штаба 2-й ударной армии майор Версткин, полковник Горюнов и интендант 1 ранга Жуковский.
Например, командир 327-й стрелковой дивизии генерал-майор И. М. Антюфеев, будучи ранен, отказался помогать противнику, и немцы отправили его в лагерь в Каунас, потом он работал на шахте. После войны был восстановлен в генеральском звании, продолжил службу в Советской Армии и вышел в отставку генерал-майором. Начальник медико-санитарной службы 2-й ударной армии Боборыкин специально остался в окружении, чтобы спасти раненых армейского госпиталя, и был награждён орденом Красного Знамени. В плену носил форму командира Красной Армии и продолжал оказывать медицинскую помощь военнопленным. После возвращения работал в Военно-медицинском музее в Ленинграде.
В то же время известны многочисленные случаи борьбы пленных с врагом: например, Муса Джалиль и его «Моабитские тетради», когда батальоны легиона Идель-Урал, убив офицеров, с оружием в руках переходили на сторону партизан или Красной Армии; начальник санитарной службы и бригадный врач 23-й стрелковой бригады майор Н. И. Кононенко после восьми месяцев был переведён врачом в лагерный лазарет города Эбельсбах, где организовал подпольный «Революционный комитет», за что был расстрелян Гестапо вместе с другими 125-ю подпольщиками; Командир 844-го полка 267-й дивизии В. А. Поспелов и начальник штаба полка Б. Г. Назиров в апреле 1945 года возглавили восстание в Бухенвальде. Д. Г. Тельных, попав раненым и контуженым в плен в июне 1942 года, спустя год бежал из лагеря Шварцберг, после чего бельгийские крестьяне в селении Ватерлоо помогли связаться с партизанским отрядом № 4 из советских военнопленных, входившим в состав партизанской бригады «За Родину». Тельных стал командиром взвода, а с февраля 1944 года — политруком роты. В мае 1945 года «За Родину» захватила город Майзак и восемь часов удерживала его до подхода английских войск. После войны Тельных вернулся в РККА.

## Семья и личная жизнь
- Первая жена[когда?]

Власов с супругой Анной Ворониной

 — Анна Михайловна Воронина.
- Вторая жена — Хайди Адельгайт Биленберг (Adelheid Bielenberg, Heidi), вдова немецкого офицера СС. Она не говорила по-русски, а Власов практически не говорил по-немецки[109]. Брак был заключён в апреле 1945 года и лично санкционирован Генрихом Гиммлером.
- Фронтовая жена (сожительница) — военврач Агнесса Павловна Подмазенко (1917—1997)[110][111], от неё сын — Андрей Андреевич Подмазенко (род. 1942).
- Сожительница — женский парикмахер Юлия Семёновна Осадчая (1915—?). С ней Власов познакомился в 1934 году в Ленинграде, когда служил помощником начальника отдела боевой подготовки Ленинградского военного округа. В 1937 году у них родилась дочь Раиса, которой Власов дал свою фамилию[58].

## В литературных произведениях

### Мемуарная литература
- Мемуары членов КОНР и РОА: «Против Сталина и Гитлера» В. Штрик-Штрикфельдта, «Третья сила» А. Казанцева, «За землю, за волю!» К. Кромиади, «Первая русская национальная армия против СССР» Б. Смысловского, «Мой жизненный путь к Власову и Пражскому манифесту» Ф. Богатырчука и др.
- Книга генерал-майора и советского диссидента Петра Григоренко «В подполье можно встретить только крыс»[112]: описывается разговор со «знакомым офицером», якобы уговаривавшего заключённых власовцев признать вину, описывающим якобы их мужество при допросах и пытках с целью добиться признания вины.
- И. Эренбург. «Люди, годы, жизнь». Говорится о встрече с Власовым в период Битвы за Москву.

### Художественная литература
- Роман Аркадия Васильева «В час дня, ваше превосходительство»

Власов является одним из главных персонажей романа Аркадия Васильева «В час дня, Ваше превосходительство». По мнению доктора исторических наук Бориса Ковалёва, в этой книге многое не соответствует действительности и откровенно «извращены очень многие факты».
- Роман Владимира Успенского «Тайный советник вождя».
- Роман Георгия Владимова «Генерал и его армия»

## Награды

### Награды СССР
- Орден Ленина (22.02.1941) — среди 35 награждённых в ознаменование XXIII годовщины Красной армии, «за успешное выполнение боевых заданий и выдающиеся достижения в боевой и политической подготовке и воспитании войск»
- 2 ордена Красного Знамени (1940, 02.01.1942)[источник не указан 2320 дней]
- Медаль «XX лет Рабоче-Крестьянской Красной Армии» (22.02.1938).

Впоследствии, по приговору Военной коллегии Верховного суда СССР, был лишён всех советских наград и званий.

### Иностранные награды
- Орден Золотого Дракона (Китайская Республика), 1939 год, изъят советскими властями[115][116]
- Знак отличия для восточных народов II степени с мечами (Третий Рейх), 23.04.1943 г.[117]

## В кинематографе

### Художественное кино
- «Освобождение» (СССР, 1969) — актёр Юрий Померанцев.
- «Родины солдат» (СССР, 1975) — актёр Юрий Померанцев.
- «Последний бой майора Пугачёва» (Россия, 2005) — актёр Александр Подобед.
- «Вторая Ударная. Преданная армия Власова» (художественно-публицистический фильм А.Пивоварова, Россия, 2011) — актёр Рустем Адагамов.

### Документальное кино
- «Разгром немецких войск под Москвой» / Moscow Strikes Back. реж. Л.Варламов и И. Копалин, 1942.
- «Досье на генерала Власова». реж. Данилов Л., 1990.
- «Дважды проклятый генерал». реж. Инго Бетке, Павел Сергеев, 1995.
- «Петля. Один генерал и две русские армии»., продюсер Александр Радов, 1997.
- «Генерал Власов. История предательства». «Россия», реж. Иван Бобрышев, 2006.
- «Генерал Власов. Предательство», реж. Владимир Тарасов, 2007.
- «Диалог у виселицы: Новые мифы о генерале Власове». Документальный фильм Леонида Млечина, 2008.
- «Пакт с Дьяволом. Генерал Власов и атаман Краснов». Автор и ведущий Леонид Млечин, реж. Александр Седельников, 2009.
- «Лобня: эпизод 41-го».[118] Авторы: Сергей Четвертной и Максим Агеев, реж. Игорь Фомин, 2017.

## Галерея

Генерал-майор РККА
Первые дни Власова в немецком плену
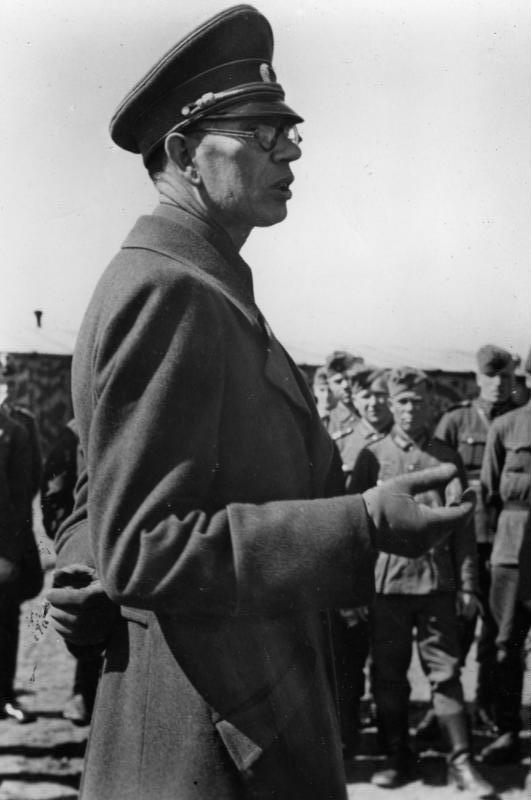
Речь перед строем добровольцев, Восточный фронт, октябрь 1944
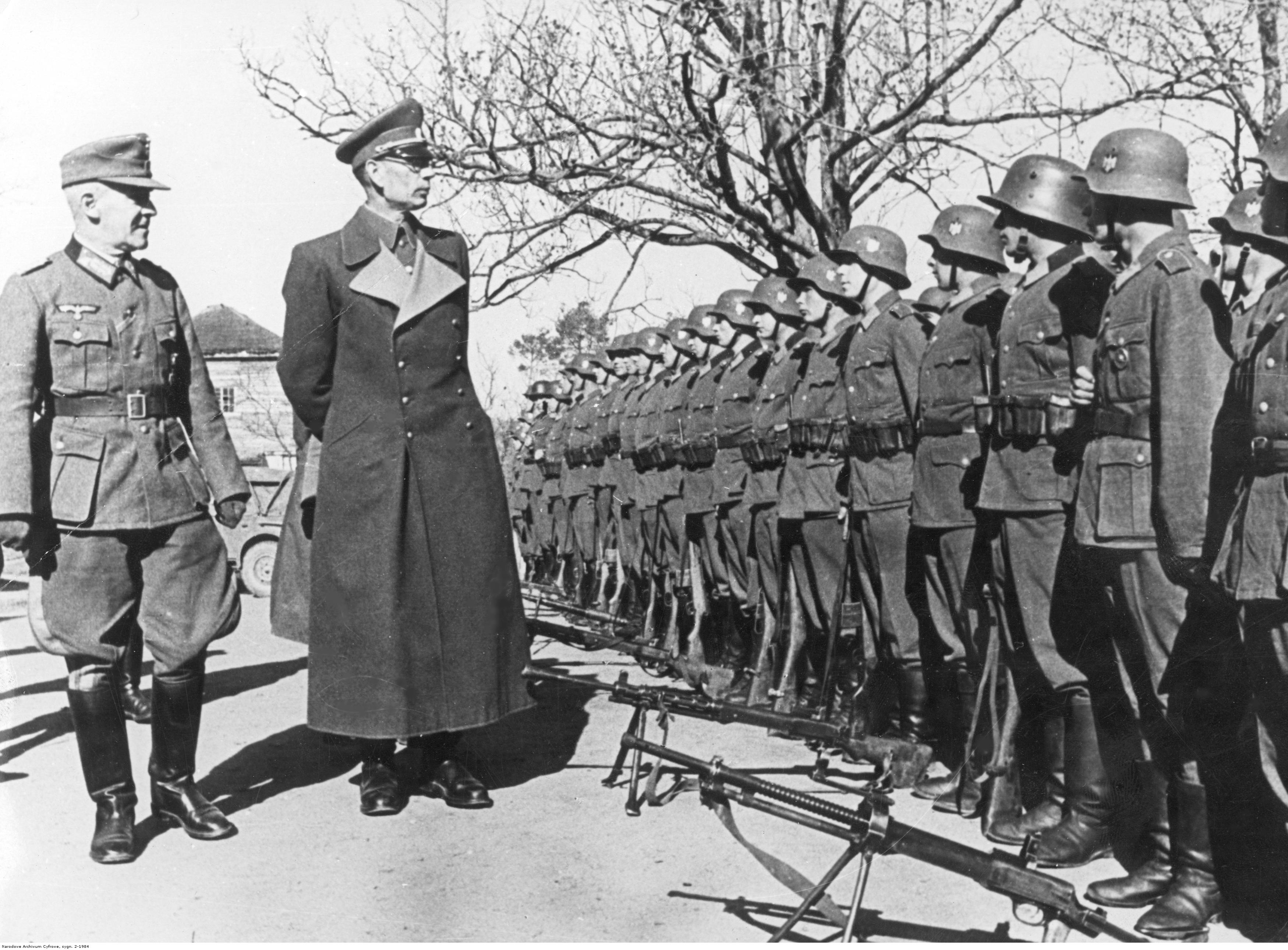
Власов в сопровождении генерала вермахта инспектирует солдат РОА
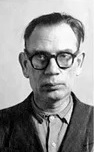
Власов, заключённый в СССР

### Комментарии
1. ↑  неформальное название
2. ↑  Фактически не был военным деятелем, формально числился при «Восточном батальоне пропаганды особого назначения»
3. ↑  И. Ермолов: «Так, от бывших белогвардейцев требовалось принять идеалы „подлинно народной революции“ 1917 года… По всей вероятности, несогласие в этом вопросе до конца войны определило отношения между белыми и бывшими красными. Никакого плодотворного сотрудничества между ними не получилось. Представителям белой эмиграции довелось принять участие лишь в практическом формировании некоторых коллаборационистских частей»[8].
4. ↑  В советское время появилась документально необоснованная и недостоверная версия, что сам Власов в это время был в госпитале, а боевыми действиями руководил либо командующий оперативной группой А. И. Лизюков, либо начальник штаба Л. М. Сандалов[28].
5. ↑  После пленения Власова все экземпляры этих газет были изъяты из библиотек или же их первые страницы, с упоминанием Власова, были заменены на другие[29].

### Сноски
1. 1 2  Andrei Andrejewitsch Wlassow // Brockhaus Enzyklopädie (нем.)
2. 1 2 3  Andrey Andreyevich Vlasov // TracesOfWar
3. 1 2 3 4 5 6 7 8 9 10 11 12 13 14 15 16 17 18 19 20 21 22 23 24 25 26 27 28 29 30 31 32 33 34 35 36 37 38 39 40 41  Андреева Е. [militera.lib.ru/research/andreeva_e01/index.html Генерал Власов и Русское освободительное движение] = Vlasov and the Russian Liberation Movement (англ.). — Cambridge: Cambridge University Press, 1987. — 370 p. — ISBN 1-870128710. Архивировано 14 октября 2012 года.
4. 1 2  Фрёлих С. Б. Генерал Власов. Русские и немцы между Гитлером и Сталиным = General Wlassow. Russen und Deutsche zwischen Hitler und Stalin / Предисл. Андреаса Хилльгрубера. — Кёльн, 1990. — 403 с. Архивировано 14 марта 2012 года.
5. 1 2 3 4 5  Александров К. М. Офицерский корпус армии генерал-лейтенанта А. А. Власова 1944—1945. — СПб.: Русско-Балтийский информ. центр БЛИЦ, 2001. — ISBN 5-86789-045-7.
6. 1 2 3 4 5 6  Жуков Д., Ковтун И. Антисемитская пропаганда на оккупированных территориях РСФСР.
7. ↑  Генерал Андрей Власов. Автобиография на комбрига Власова Андрея Андреевича. generalvlasov.ru. Дата обращения: 29 июня 2024. Архивировано 23 июня 2024 года.
8. 1 2 3 4 5 6  И. Г. Ермолов. Три года без Сталина
9. 1 2 3  П. М. Полян. Жертвы двух диктатур: Жизнь, труд, унижения и смерть советских военнопленных и остарбайтеров на чужбине и на родине. — М.: РОССПЭН, 2002.
10. 1 2 3  Хоффманн Й. История власовской армии / пер. с нем. Е. Гессен. — Париж: YMCA-Press, 1990.
11. 1 2 3 4 5 6 7 8 9 10 11 12 13 14 15 16 17 18  К. М. Александров. Генералитет и вооружённые формирования Комитета освобождения народов России. Диссертация на соискание ученой степени доктора исторических наук. 2015
12. 1 2 3 4 5 6 7 8 9 10 11  Мартынов А. В. Генерал Власов по обе стороны мифов // Дарьял, 2005, № 4.
13. ↑  Генерала Власова пытались спасти — или уничтожить — Собеседник. Дата обращения: 17 июня 2024. Архивировано 17 июня 2024 года.
14. 1 2 3 4 5 6 7 8 9 10  Легион «Свобода России» в контексте наследия генерала Андрея Власова. Дата обращения: 26 июня 2024. Архивировано 28 октября 2022 года.
15. 1 2 3 4 5 6 7 8 9 10 11  Traitors, Collaborators and Deserters in Contemporary European Politics of … — Google Books
16. 1 2 3 4 5 6  Мартынов А. В. По обе стороны правды. Власовское движение и отечественная коллаборация
17. ↑  «Наше время», № 5 2002, «Хранить вечно», Роман Кунгуров. Дата обращения: 29 апреля 2007. Архивировано из оригинала 28 сентября 2007 года.
18. 1 2  Соболева Н. А. Историческое прошлое российского триколора: факты и мифы // «Военно-исторический журнал». — 2014. — № 8. — С. 53—60.
19. 1 2  Автобиография на комбрига Власова Андрея Андреевича. Генерал Андрей Власов. Дата обращения: 31 марта 2018. Архивировано 18 февраля 2018 года.
20. ↑  Добрюха, Николай. Гарем генерала Власова. Пособник Гитлера предал не только Родину, но и любимых женщин. AiF (5 мая 2009). Дата обращения: 1 июня 2024. Архивировано 1 июня 2024 года.
21. ↑  Евангелие от Иуды: как генерал Власов предал родных и близких. Нижегородская правда (3 сентября 2021). Дата обращения: 14 сентября 2024. Архивировано 14 сентября 2024 года.
22. ↑  «И. В. Сталин вновь повторил нам, что об этой операции никто, кроме нас, не должен знать» — Власть — Коммерсантъ. Дата обращения: 28 октября 2020. Архивировано 31 октября 2020 года.
23. 1 2 3 4 5 6 7 8 9 10 11 12  К.М. Александров. Мифы о генерале Власове.
24. ↑  В.С. Мильбах (руководитель), Н.Р. Абубакиров, Я.Т. Войтковяк и др. Высший командно-начальствующий состав РККА и РККФ 1935-1942 гг. Военный биографический словарь.. — СПб, 2025. — С. 347—348.
25. ↑  Коллектив авторов. «Великая Отечественная. Командармы. Военный биографический словарь». — М.; Жуковский: Кучково поле, 2005. — ISBN 5-86090-113-5.
26. ↑  Хрущёв Н. С. [militera.lib.ru/memo/russian/khruschev1/17.html Время. Люди. Власть]. — М.: Московские новости, 1999. — Т. 1. — С. 312. — (Воспоминания). — ISBN 5-900036-05-7.
27. ↑  Кайнаран А. В. Бронепоезда 41-го: Юго-Западное направление. — Житомир: Волинь, 2012. — 204 с. — С. 114—115. — ISBN 978-966-690-162-3.
28. 1 2 3 4 5  Алексей Исаев. Командовал ли А. А. Власов 20-й армией в декабре 1941 г.? Актуальная история. Дата обращения: 30 марта 2018. Архивировано из оригинала 18 марта 2018 года.
29. ↑  Фрёлих С. Б. [militera.lib.ru/research/frohlich_sb01/index.html Генерал Власов. Русские и немцы между Гитлером и Сталиным] = General Wlassow. Russen und Deutsche zwischen Hitler und Stalin / Предисл. Андреаса Хиллгрубера. — Кёльн, 1990. — 403 с.
30. ↑  Moscow Strikes Back, 1942. Part 2/4 Архивная копия от 25 мая 2015 на Wayback Machine.
31. ↑  Коняев Н. М. [militera.lib.ru/bio/konyaev_nm/index.html Два лица генерала Власова. Жизнь, судьба, легенды]. — М.: Вече, 2003. — С. 76. — (Досье без ретуши). Архивировано 4 июня 2009 года.
32. ↑  «В апреле 1942 года я тяжело заболел. Пришлось отправиться в госпиталь. На моё место был назначен новый командующий».
Цитата приведена согласно изданию:

Клыков Н. К. Вторая ударная в битве за Ленинград. — Л., 1983. — С. 20.
33. ↑  Коняев Н. М. [militera.lib.ru/bio/konyaev_nm/index.html Два лица генерала Власова. Жизнь, судьба, легенды]. — М.: Вече, 2003. — С. 92. — 480 с. — (Досье без ретуши). Архивировано 4 июня 2009 года.
34. ↑  [militera.lib.ru/h/isaev_av4/14.html Источник. Дата обращения: 25 ноября 2012. Архивировано 23 сентября 2012 года. Военная литература — [Военная история — Исаев А. Краткий курс истории ВОВ. Наступление маршала Шапошникова].
35. 1 2  Коняев Н. М. [militera.lib.ru/bio/konyaev_nm/index.html Два лица генерала Власова. Жизнь, судьба, легенды]. — М.: Вече, 2003. — С. 93. — 480 с. — (Досье без ретуши). Архивировано 4 июня 2009 года.
36. 1 2 3 4 5  Александров К. М. Предатель или порядочный солдат?: Новые факты о генерале А. А. Власове // Электронная версия газеты «История». — 2005. — Т. 32, № 3. Архивировано 2 декабря 2018 года.
37. 1 2 3 4 5  Вождь обреченных, часть 2. Дата обращения: 10 сентября 2024. Архивировано 10 сентября 2024 года.
38. ↑  Жуков Д., Ковтун И. Пособники. Исследования и материалы по истории отечественного коллаборационизма. — 2020.
39. 1 2  https://journals.flvc.org/UFJUR/article/download/130757/136333/240252
40. ↑  Soviet Union // Joining Hitler's Crusade: European Nations and the Invasion of the Soviet Union, 1941 / David Stahel. — Cambridge : Cambridge University Press, 2018. — P. 375. — ISBN 978-1316510346.
41. ↑  На свете нравственном загадка. Дата обращения: 8 августа 2024. Архивировано 16 ноября 2021 года.
42. ↑  Генерал Власов: история предательства. Том 1. "Нацистский проект «Aktion Wlassow».
43. ↑  Власов А. А. Почему я стал на путь борьбы с большевизмом. — 3 марта 1943.
44. ↑  Знамя — Google Books. Дата обращения: 10 февраля 2025. Архивировано 1 декабря 2024 года.
45. 1 2  Хоффманн Й. Русская освободительная армия против Сталина.
46. 1 2  Кружков Владимир. Власовцы: русские коллаборационисты против Сталина, Черчилля, Рузвельта и евреев // Международная жизнь : журнал. — 2020. — Март (№ 3). — С. 106—124. Архивировано 12 августа 2020 года.
47. 1 2  Dallin A. German rule in Russia. (англ.)
48. ↑  Генерал Власов: история предательства. Том 1. "Нацистский проект «Aktion Wlassow»
49. ↑  Неумолимая борьба против жидо-большевизма. Выступление генерала Власова на массовом собрании в Гатчинском театре // «За Родину». 1943. № 105 (200)
50. ↑  Генерал Власов в Стругах Красных. Восторженная встреча, оказанная всем населением // «За Родину». 1943. № 103 (198)
51. ↑  Свободин И. Идея национальной России победит! В беседе с нашим сотрудником генерал лейтенант А. А. Власов высказался об основах русской освободительной борьбы // «За Родину». 1943. № 101 (196)
52. ↑  «За Родину», № 103 (198), 5 мая 1943 года, с. 3.
53. ↑  Генерал Власов: история предательства. Том 1. "Нацистский проект «Aktion Wlassow»
54. ↑  Генерал Власов: история предательства. Том 1. "Нацистский проект «Aktion Wlassow»
55. ↑  Генерал Власов. История предательства: В 2 т., в 3 кн. Т. 2. В 2 кн  Кн. 1. Из следственного дела А. А. Власова / Федер. архив. агентство, Рос. гос. архив социал.-полит. истории, Гос. архив РФ, Рос. гос. воен. архив, Архив Президента РФ, Упр. регистрации и архив. фондов Федер. службы безопасности РФ, Центр. архив М-ва обороны РФ, Рос. историч. о-во, Германский историч. ин-т в Москве; Отв. ред. А.Н. Артизов, В.С. Христофоров, отв.сост. Т.В. Царевская-Дякина. — Москва: Политическая энциклопедия,, 2015. — С. 5. — 854 с. — ISBN 978-5-8273-1954-5, 978-5-8243-1958-3. Архивировано 11 августа 2021 года.
56. ↑  Дудин Л. (Н. Градобоев). Великий мираж. Материалы к истории Освободительного движения народов России (1941—1945 годы). — Вып. 2. — Канада: Издательство СБОНР, 1970. — С. 51.
57. ↑  Чуев С. Г. Украинский легион.
58. 1 2  Под ред. А. Н. Артизова, В. С. Христофорова. Генерал Власов: история предательства. — Москва: Политическая энциклопедия, 2015. — Т. 2. — С. 51—52. — 854 с. — ISBN 978-5-8273-1954-5. — ISBN 978-5-8243-1958-3.
59. 1 2 3  Филатов В. И. Власовщина. РОА: белые пятна. — М.: Эксмо; Алгоритм, 2005. — 448 с. — (Русский бунт). — 3100 экз. — ISBN 5-699-09085-1.
60. 1 2 3  Александров К. М. Армия генерала Власова. gigabaza.ru. Дата обращения: 30 марта 2018. Архивировано 26 января 2018 года.
61. ↑  Русский архив: Великая Отечественная. Т. 15 (4–5). Битва за Берлин (Красная Армия в поверженной Германии). militera.lib.ru. Дата обращения: 30 марта 2018. Архивировано 10 апреля 2018 года.
62. ↑  Бивор Э. [militera.lib.ru/research/beevor2/index.html Падение Берлина. 1945]. militera.lib.ru. Дата обращения: 30 марта 2018. Архивировано 18 марта 2018 года.
63. ↑  Gordievsky & Andrew. KGB : The Inside Story :  []. — Hodder & Stoughton Ltd, 1990. — P. 343. — ISBN 0340485612.
64. 1 2  «Пути назад у вас нет»: как генерал Власов родину предавал — РИА Новости, 07.12.2020. Дата обращения: 18 июня 2024. Архивировано 18 июня 2024 года.
65. 1 2  Александров К. М. Генерал Власов. Финал трагедии // Новое время : журнал. — 2006-08-06. — № 31. — С. 34—39.
66. ↑  Источник. Дата обращения: 18 июня 2024. Архивировано 18 июня 2024 года.
67. ↑  Коняев Н. М. [militera.lib.ru/bio/konyaev_nm/07.html Два лица генерала Власова. Жизнь, судьба, легенды]. — Вече, 2003. — С. 92. — 480 с. — (Досье без ретуши). Архивировано 30 июля 2009 года.
68. ↑  Александров К. М. Русские солдаты Вермахта. — М.: Яуза, ЭКСМО, 2005. С. 405
69. ↑  Карбышев. Краткая биография. Дата обращения: 5 февраля 2019. Архивировано 7 февраля 2019 года.
70. ↑  Егоров, А. В. С верой в победу (Записки командира танкового полка). — М.: Воениздат, 1974. — С. 16.
71. ↑  Сандалов, Л. М. На московском направлении. — М.: Моск. рабочий, 1966.
72. ↑  Маганов В. Н., Иминов В. Т. Это был один из наиболее способных наших начальников штабов // Военно-исторический журнал. — 2003. — № 1. Архивировано 23 декабря 2005 года.
73. ↑  Стученко, А. Т. Завидная наша судьба. — М.: Воениздат, 1968. — С. 136—137.
74. ↑  Мерецков, К. А. На службе народу. — М.: Политиздат, 1968. — С. 296.
75. ↑  Василевский, А. М. Дело всей жизни. — М.: Политиздат, 1978.
76. ↑  Личный архив Александрова (ЛАА) К.М. Воспоминания младшего воентехника 1102 сп 327 сд. Поступление : 2009. Л.1.
77. ↑  Смыслов О.С. Проклятые легионы. Изменники Родины на службе Гитлера. — 2006. — С. 263.
78. ↑  Беседу вёл Владимир Богданов. Леонид Решетников: «Понятия «предатель Родины» никто не отменял». Столетие (13 ноября 2009). Дата обращения: 24 апреля 2010. Архивировано 16 июня 2013 года.
79. ↑  Гаврилов, Б. И. Судьба и память // [militera.lib.ru/h/gavrilov_bi(2)/index.html «Долина смерти». Трагедия и подвиг 2-й ударной армии]. — М.: Ин-т росс. истории РАН], 1999. — ISBN 5-8055-0057-4. Архивировано 11 декабря 2011 года.
80. ↑  Борьба. — Центральный орган Союза борьбы за освобождение народов России, 1982. — С. 34—35. Архивировано 8 октября 2013 года.
81. ↑  The Great Terror: A Reassessment — Robert Conquest — Google Books
82. ↑  Кто он, генерал Власов? Архивная копия от 29 июня 2024 на Wayback Machine // Радио «Свобода», 10 сентября 2009 г.
83. ↑  The Never-Ending Story: General Vlasov in Post-Soviet Russian Collective Memory — The Institute for European, Russian, and Eurasian Studies (IERES). Дата обращения: 2 сентября 2024. Архивировано 1 сентября 2024 года.
84. ↑  Memory Politics and the Russian Civil War: Reds Versus Whites — Marlene Laruelle, Margarita Karnysheva — Google Books
85. ↑  Лицом к Гитлеру, затылком к Сталину. Дата обращения: 9 августа 2024. Архивировано 9 августа 2024 года.
86. ↑  The Extreme Nationalist Threat in Russia: The Growing Influence of Western … — Thomas Parland — Google Books
87. ↑  Theoretical and Comparative Perspectives on Nationalism: New Directions in … — Taras Kuzio — Google Books
88. ↑  Националист-власовец Просвирнин заявил о преследовании со стороны ФСБ Архивная копия от 8 февраля 2023 на Wayback Machine // Новости Накануне.Ru, 2014. — 3 октября.
89. ↑  Против Комитета 25 января и русской ирреденты выступил пропагандист с «России-24» Архивная копия от 29 июля 2024 на Wayback Machine // Четыре пера.
90. ↑  О ресурсе «Спутник и Погром» и его руководителе Егоре Просвирнине — Мнимые друзья Новороссии. Дата обращения: 29 июля 2024. Архивировано 13 мая 2023 года.
91. ↑  Генерал Власов против русского национализма // Четыре пера.
92. ↑  III съезд КПРФ // Материалы и документы. — М., 1995. — С. 106.
93. ↑  The Future of the Soviet Past: The Politics of History in Putin’s Russia — Google Books
94. ↑  Источник. Дата обращения: 30 июня 2024. Архивировано 17 августа 2021 года.
95. ↑  Источник. Дата обращения: 30 июня 2024. Архивировано 30 июня 2024 года.
96. ↑  Репортаж Андрея Колесникова о пресс-конференции Владимира Путина в Гостином дворе по случаю переизбрания на выборах. Дата обращения: 30 июня 2024. Архивировано 30 июня 2024 года.
97. ↑  Стаднюк, Иван Фотиевич. [militera.lib.ru/memo/russian/stadnyk_if/02.html Исповедь сталиниста]. — М.: Патриот, 1993/militera.lib.ru. Дата обращения: 21 ноября 2007. Архивировано 16 сентября 2009 года.
98. 1 2  коллектив авторов. Генерал Власов — агент Стратегической разведки Кремля в III Рейхе (октябрь 2009). Дата обращения: 16 октября 2009. Архивировано 24 августа 2011 года.
99. ↑  Главная военная прокуратура отказалась реабилитировать генерала Власова. NEWSru.com. 6 июля 2001. Архивировано 7 февраля 2018. Дата обращения: 30 марта 2018.
100. ↑  Генерала Власова повесили правильно // Коммерсантъ. — 2001. — 11 февраля. — С. 9. — ISSN 1563-6380. Архивировано 17 сентября 2009 года.
101. ↑  Александров К. М. Русские солдаты вермахта.
102. 1 2  Фролов М. И.. К вопросу об оценке Власове и власовцев. ruskline.ru. Дата обращения: 30 марта 2018. Архивировано 31 октября 2020 года.
103. ↑  Гаврилов Б. И. Судьба и память // [militera.lib.ru/h/gavrilov_bi(2)/index.html «Долина смерти». Трагедия и подвиг 2-й ударной армии]. — М.: Институт российской истории РАН, 1999. — ISBN 5-8055-0057-4. Архивировано 11 декабря 2011 года. со ссылкой на публикацию:
Измайлов Л. Г. Указ. соч. // ЛНО. — С. 234.
104. ↑  Гаврилов Б. И. Судьба и память // [militera.lib.ru/h/gavrilov_bi(2)/index.html «Долина смерти». Трагедия и подвиг 2-й ударной армии]. — М.: Институт российской истории РАН, 1999. — ISBN 5-8055-0057-4. Архивировано 11 декабря 2011 года. со ссылкой на публикацию: Решин Л. Е., Степанов В. С. Указ. соч. //ВИЖ. 1993. № 5. С. 33.
105. ↑  Гаврилов Б. И. Судьба и память // [militera.lib.ru/h/gavrilov_bi(2)/index.html «Долина смерти». Трагедия и подвиг 2-й ударной армии]. — М.: Институт российской истории РАН, 1999. — ISBN 5-8055-0057-4. Архивировано 11 декабря 2011 года. со ссылкой на публикацию: Антипов К. Указ. соч. С. 6.
106. ↑  Гаврилов Б. И. Судьба и память // [militera.lib.ru/h/gavrilov_bi(2)/index.html «Долина смерти». Трагедия и подвиг 2-й ударной армии]. — М.: Институт российской истории РАН, 1999. — ISBN 5-8055-0057-4. Архивировано 11 декабря 2011 года. со ссылкой на публикацию: Горбунов Г. И. Указ. соч. //ЛНО. С. 138—139.
107. ↑  Гаврилов Б. И. Судьба и память // [militera.lib.ru/h/gavrilov_bi(2)/index.html «Долина смерти». Трагедия и подвиг 2-й ударной армии]. — М.: Институт российской истории РАН, 1999. — ISBN 5-8055-0057-4. Архивировано 11 декабря 2011 года. со ссылкой на публикацию:
Измайлов Л. Г. Указ. соч. // ЛНО. — С. 233—234.
108. ↑  Гаврилов Б. И. Судьба и память // [militera.lib.ru/h/gavrilov_bi(2)/index.html «Долина смерти». Трагедия и подвиг 2-й ударной армии]. — М.: Институт российской истории РАН, 1999. — ISBN 5-8055-0057-4. Архивировано 11 декабря 2011 года. со ссылкой на публикацию: Ленинское знамя (Елец). 1972. 10 ноября; 1984. 10 мая.
109. ↑  Catherine Andreyev. Vlasov and the Russian Liberation Movement: Soviet Reality and Emigré Theories. — Cambridge University Press, 1989-11-23. — 280 с. — ISBN 9780521389600.
110. ↑  Читая письма генерала Власова о любви. ruskline.ru. Дата обращения: 30 марта 2018. Архивировано 7 ноября 2017 года.
111. ↑  Агнесса Павловна Подмазенко. Родовод. Дата обращения: 30 марта 2018. Архивировано 3 февраля 2018 года.
112. ↑  П.Григоренко. В подполье можно встретить только крыс. memo.ru. Дата обращения: 30 марта 2018. Архивировано 13 марта 2017 года.
113. ↑  [militera.lib.ru/prose/russian/vasilyev_an1/index.html В час дня, ваше превосходительство]. militera.lib.ru. Дата обращения: 30 марта 2018.
114. ↑  «Предатели по выбору и без», «Комсомольская правда» 14.09.2010. Дата обращения: 19 октября 2019. Архивировано 19 октября 2019 года.
115. ↑  Офицерский корпус армии генерал-лейтенанта А. А. Власова: 1944—1945 — Kirill Mikhaĭlovich Aleksandrov — Google Books
116. ↑  Долина смерти: трагедия и подвиг 2-й ударной армии — Борис Иванович Гаврилов — Google Books
117. ↑  Два лица генерала Власова: жизнь, судьба, легенды — Николай Михайлович Коняев — Google Books
118. ↑  Глава города Лобня Николай Гречишников выразил поддержку документальному фильму «Лобня: Эпизод 41-го». РВИО. Дата обращения: 8 сентября 2016.